# 基町
基町（もとまち）は、広島県広島市中区の町名。正式な町名となったのは1887年（明治20年）で「広島開基の地」に因んで名付けられた。
中世においては太田川河口付近に当たり、近世においては広島城城郭内に当たり、近代においては大日本帝国陸軍用地となり軍都広島の中心地であった。日清戦争時には広島大本営が設置され、一時的に日本の首都機能を担っていた。
広島市への原子爆弾投下で破壊目標地点となり壊滅的な被害を受ける。荒廃した地に公営住宅が整備されたがそれ以上に人が流入したため原爆スラムを形成し、戦後都市計画の歪が集約したような地区となった。そこで市営基町高層アパートを中心とした一大再開発事業が行われた。
広島市都心部の紙屋町・八丁堀に接し、広島県庁舎・広島県警察本部・日本銀行広島支店などが揃う官公庁街であり、そごう広島店・NTTクレド基町ビル（基町クレド）・紙屋町シャレオなどの大型商業施設が密集する。広島市中央公園があり市の条例（広島市公園条例第6条の3）では特に広島城及びその周辺の区域を中央公園の「広島城区域」として定めている（一般には「広島城公園」「広島城址公園」と呼ばれている）。公園内にはスポーツ文化施設に加え、大本営跡・中国軍管区司令部跡・被爆樹木・勝鯉の森などの歴史的文化財が点在する。

## 地理
広島平野の中央上部に位置する。戦国時代末期に毛利輝元が広島城を築くにあたり整地された地区である。現在の行政区域は、西端が太田川水系旧太田川、南端が相生通り、東端が京口門通り、北端が城北通りになり、広島城の旧外堀に一致する。
丁目は無い。郵便番号は730-0011（広島中央郵便局管区）。
地形の起伏はほぼない。地質は20万分の1地質図によると、後期更新世-完新世の海成または非海成堆積岩類。町の西側を一級河川旧太田川が流れる。広島市中央公園内には城の内堀を旧太田川の河川水を用いて循環浄化する目的で整備された堀川が流れており、内堀および堀川は旧太田川を本流とする準用河川に指定されている。
道路は、城を基準に碁盤目状に配置されている。その基準となった城の曲輪が時計回り方向に約18度傾いているが、その理由は不明であり当時の河川の状況から決まったものと推定されている。町の中央を城南通りが横断し、町の南端の相生通りで広島電鉄本線が通る。町の南北方向を鯉城通り・祇園新道が貫きその下をアストラムラインが通る。広島バスセンターが位置する交通の要所である。
ハザードマップは以下の通り。うち高潮、土砂災害は想定されていない。
- 洪水浸水（外水）想定区域図 (PDF)
- 浸水（内水）ハザードマップ (PDF)
- 津波浸水想定図

## 沿革

### 城郭
中世までこの地は太田川河口の干潟であった。応安4年（1371年）今川了俊の紀行文『道ゆきぶり』には「しほひ（潮干）の浜」として登場する。広島県教育委員会の資料によると、中世以前の遺跡・埋蔵文化財は発見されていない。
戦国時代末期、毛利輝元は平野部に城と城下町を一体化して築き領国の政治・経済の中心とすること（近世城郭）を決める。当時「五箇」（ごか、五ヶ村とも）と呼ばれた寒村であったこの地に天正17年（1589年）築城を開始、慶長4年（1599年）落成した。「広島」が名付けられたのはこのときである。のち城は福島正則、次いで浅野長晟が入場し、幕末まで浅野氏が統治した。
| Clip 『正保城絵図安芸国広島城所絵図』 |

つまり近世においては広島城の城郭内に当たり、幕末まで機能し続けた。現在の基町の範囲内では、本丸・二の丸・三の丸（内大手郭）・外郭の大手郭と西の郭に当たる（大手郭の一部・北の郭・北の丸は現在の白島と上八丁堀）。外堀つまり現在の町境には二重櫓が築かれ、特に太田川（現旧太田川）を外堀に位置づけ隣接する西側沿岸にも築かれていた。川には防衛上の観点から架橋制限が行われていた。
中枢部であった本丸・二の丸には厳重な警備がしかれ誰でも簡単には立ち入ることができなかった。三の丸には一族の大名や重臣が住んでおり外郭で城下町と隔離していたものの、日中であれば藩士でなくても入ることができた。
明治時代の初め、本丸・二の丸・三の丸と大手郭を「南町」、白島側の北の丸・北の郭を「北町」、川側の西の郭（小姓町）を「西町」と称していた。1887年（明治20年）南町・北町・西町が一緒になり広島開基の地に因んで「基町」と名付けられた。

### 軍都
1873年（明治6年）城内に広島鎮台が置かれ、のち1888年（明治21年）第5師団となり、城郭一体は大部分を大日本帝国陸軍が占有し、諸部隊が編成されその関連施設が建設された。1894年（明治27年）日清戦争勃発、戦況の変化に対応するため城内に広島大本営が設置され明治天皇が行幸され戦争が終わるまでの7ヶ月間滞在、政府高官も広島に移動し、第7回帝国議会が招集され広島臨時仮議事堂が建設された。日清・日露戦争から軍施設が広島市全域にも広がっていった。
| Clip 1930年頃の地図 |

こうして基町の全域が軍用地となり、一種の不可侵領域であったと推定されている。城の櫓などは軍施設建設と引き換えに壊されていった。市中心部にありながら行政機関はその外に置かれ、広島県発足後広島県庁舎は元々広島城内にあったが鎮台が置かれて以降城外へ移転し、1889年（明治22年）広島市が市制施行した際には広島市役所は中島新町に置かれた。一方で近世の架橋制限は近代に入ってから解かれ、1878年（明治11年）相生橋が、1912年（明治45年）三篠橋が架橋する。また1911年（明治44年）までに城の外堀が埋め立てられ、民間の宅地や相生通り・白島通り（現京口門通り）が整備され、その道を広島電鉄本線や広島電鉄白島線が通った。1928年（昭和3年）広島市で初めて都市計画が策定されたが、この段階では基町内を縦横断する道路計画はなかった。
ただ軍事色の強い地であったが、市民に開かれた場所でもあり憩いの場でもあった。西練兵場で行われていた軍事訓練を見学することができ、軍の許可を得れば大本営跡も見学することができた。また軍の許可があれば西練兵場で催し物を開催でき、1929年（昭和4年）3月20日から開催された昭和産業博覧会では第一会場となり、55日間の開催期間中（他の2会場も含めて）241万人の入場者を集めた。
1945年広島市への原子爆弾投下では破壊目標地点となり、ここに近い相生橋が原爆投下標準点に選ばれた。
基町は全域が爆心地から1km以内に位置し、広島城の天守も倒壊するなどほぼすべての建物が壊滅的な被害を受ける。
|  |  |

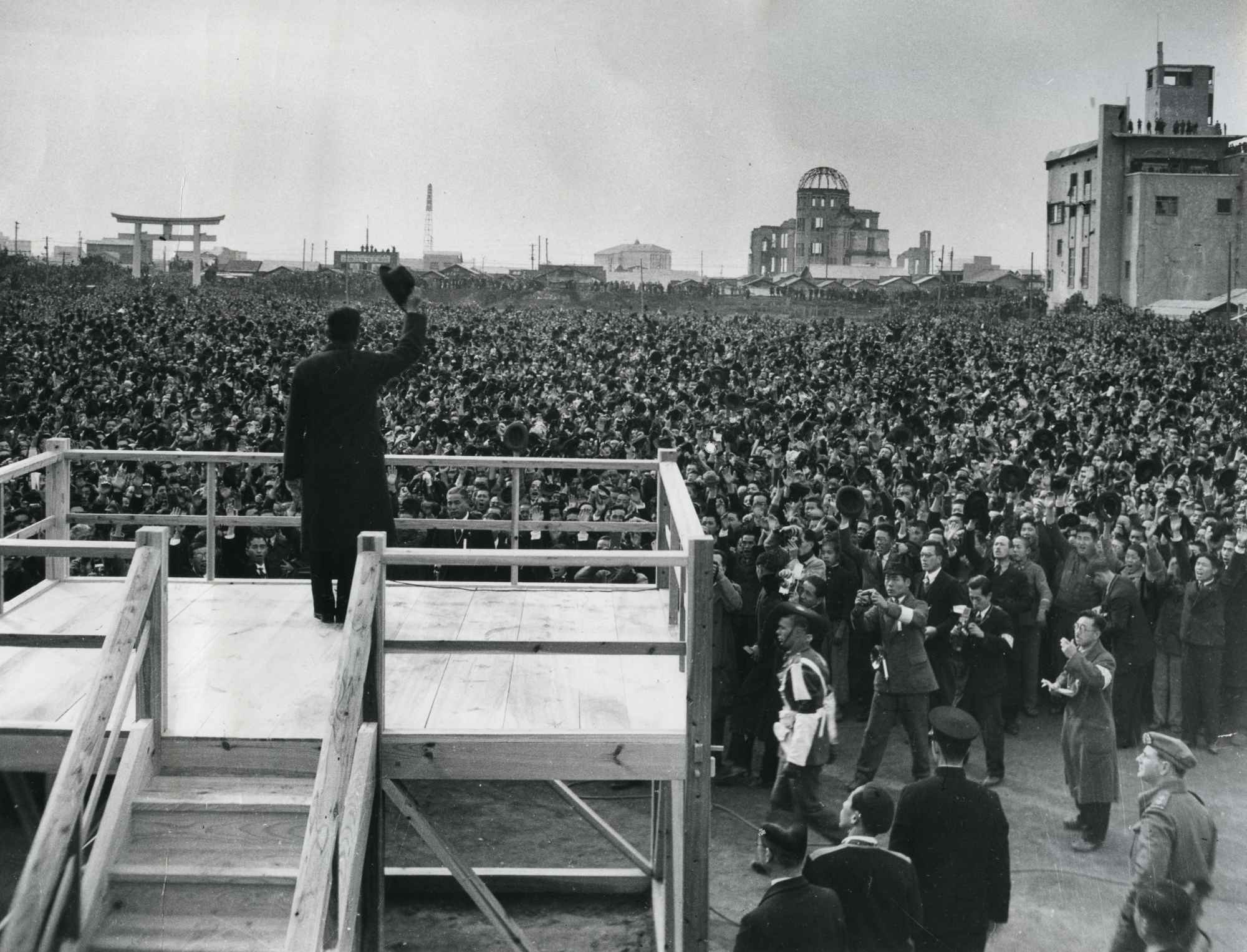
1947年昭和天皇の全国巡幸。旧護国神社境内、現在の青少年センター・PL広島中央と旧市民球場跡地付近。

基町はそのまま1945年末まで野ざらしの状況が続いた。1946年春頃から引揚者が住み着いて旧西練兵場の紙屋町側を開墾し出し、戦後の食糧難の中で他の者もそれに続いた。

### 復興
1945年12月戦災復興都市計画基本方針が閣議決定、それを元に1946年10月「広島復興都市計画」が立案した。ここで大半が旧軍用地つまり国有地であった基町は公共用地となり、初めて基町内を縦横断する道路（鯉城通りの延伸や城南通り）、そして基町の東側を官公庁施設用地に西側の大部分を公園用地にする計画が立てられた。
それよりも急を要したのは、被爆により焼け出された戦災者のために住宅を用意することであった。そこで1949年まで公園用地として計画された場所に県・市・住宅営団によって応急処置的に公営住宅が建設された。ただ1949年頃から基町の旧太田川土手沿いに不法住宅を立ち始めその範囲を広げていった。その原爆スラムと呼ばれた地に住みだしたのは戦災者・引揚者に加えて疎開から帰ってきたものや復興事業の中で強制立ち退きさせられたものなど土地を持たない人たちであった。そこではたびたび火災が発生し、入り組んだ狭い路地に消火設備が不十分なままであったため延焼し大火災となった。
広島平和記念都市建設法が公布され国庫補助率の引き上げや国有財産の譲与などが決まり、そこから1952年「広島平和祈念都市建設計画」が立案し、広島市内では順調に戦後復興が進んでいった。その中で基町の不法住宅群が目立つようになってしまった。貧民街として世界に発信されていたという。
|  |  |

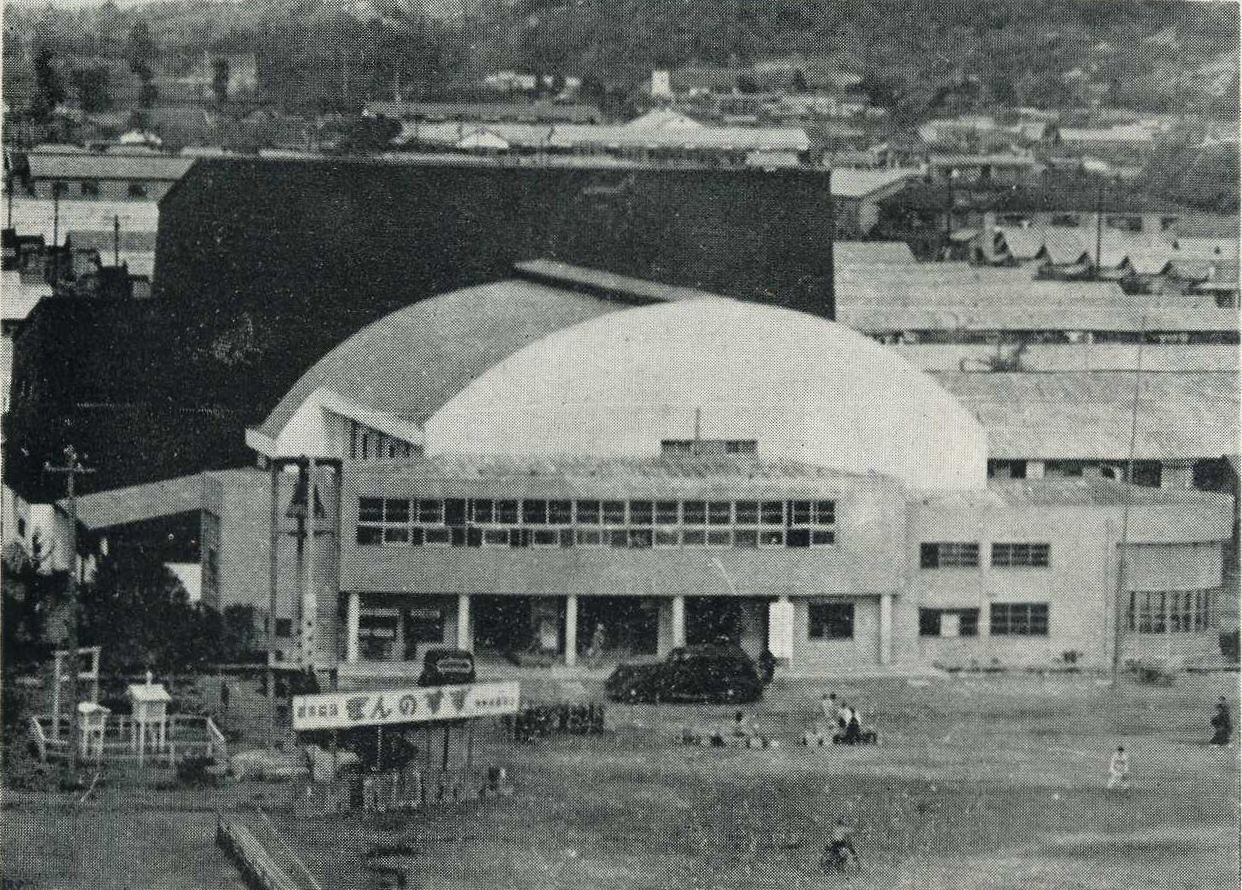
児童文化会館。1955年頃。現存せず。手前側に見える平和の鐘（2代目）は同位置で現存している。

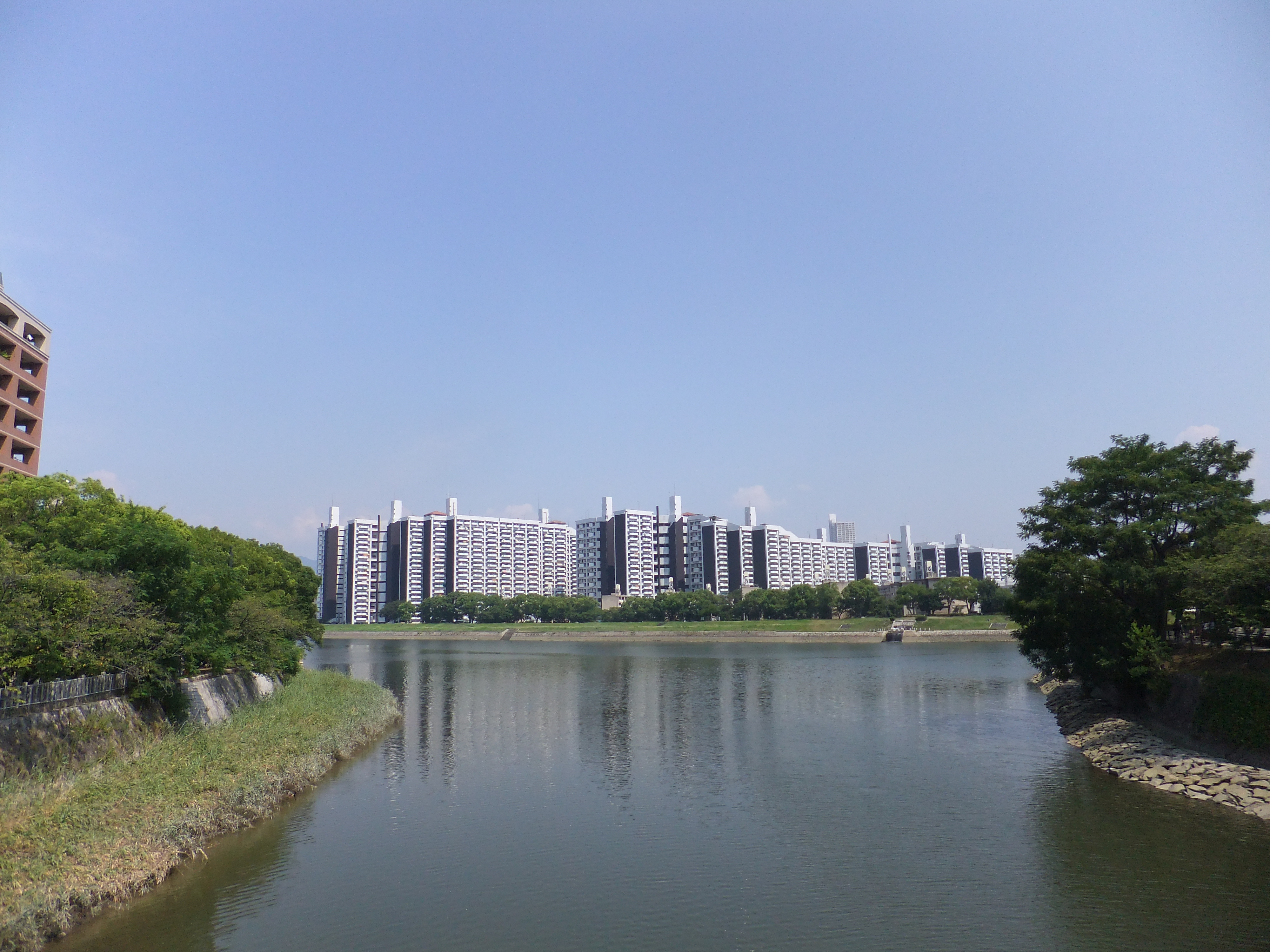
基町高層アパートと基町護岸。2013年。

一方で公園用地のうち南側側つまり原爆ドームに近い場所は早い段階から公園化が進んだ。まずシンボル的な建物として広島児童文化会館が建てられた。1949年第3回広島平和祭（広島平和記念式典）は中央公園内の児童文化会館前で行われている。同年には広島中央公民館が建てられ、その一室に原爆参考資料陳列室が設けられた。これが広島平和記念資料館の前身となった。
また基町の東側から八丁堀の一帯は官公庁街が形成され、南と東側の大手町・紙屋町・八丁堀など隣接する商業地区側から商業施設が建てられていき、広島市立広島市民病院、広島バスセンターが整備された。倒壊していた広島城天守も1958年広島復興大博覧会を機に再建される。同時期に児童図書館（現広島市こども図書館）、（初代）市民球場、県立体育館（現広島県立総合体育館）なども建てられていった。1967年明治百年公園事業により広島城址の復旧工事が完了した。
仮設公営住宅の老朽化に伴い、公園用地の一部を住宅用地に変更し県・市・日本住宅公団で中層アパート群整備が進められたが、それでもスラム化解消には至らないことから、1969年住宅地区改良事業「広島市基町地区」として国の再開発事業となり1978年に完成にこぎつけた。なおこの事業は強制執行なく遂行された。一方で被爆した旧陸軍施設である旧軍被服倉庫は1977年に撤去されており、広島城内以外にあった旧陸軍施設はなくなっている。また不法住宅が乱立した旧太田川沿いは、治水機能と河岸緑地公園とを合わせた機能を持つ護岸として1983年に整備された。
|  |  |

### 現代

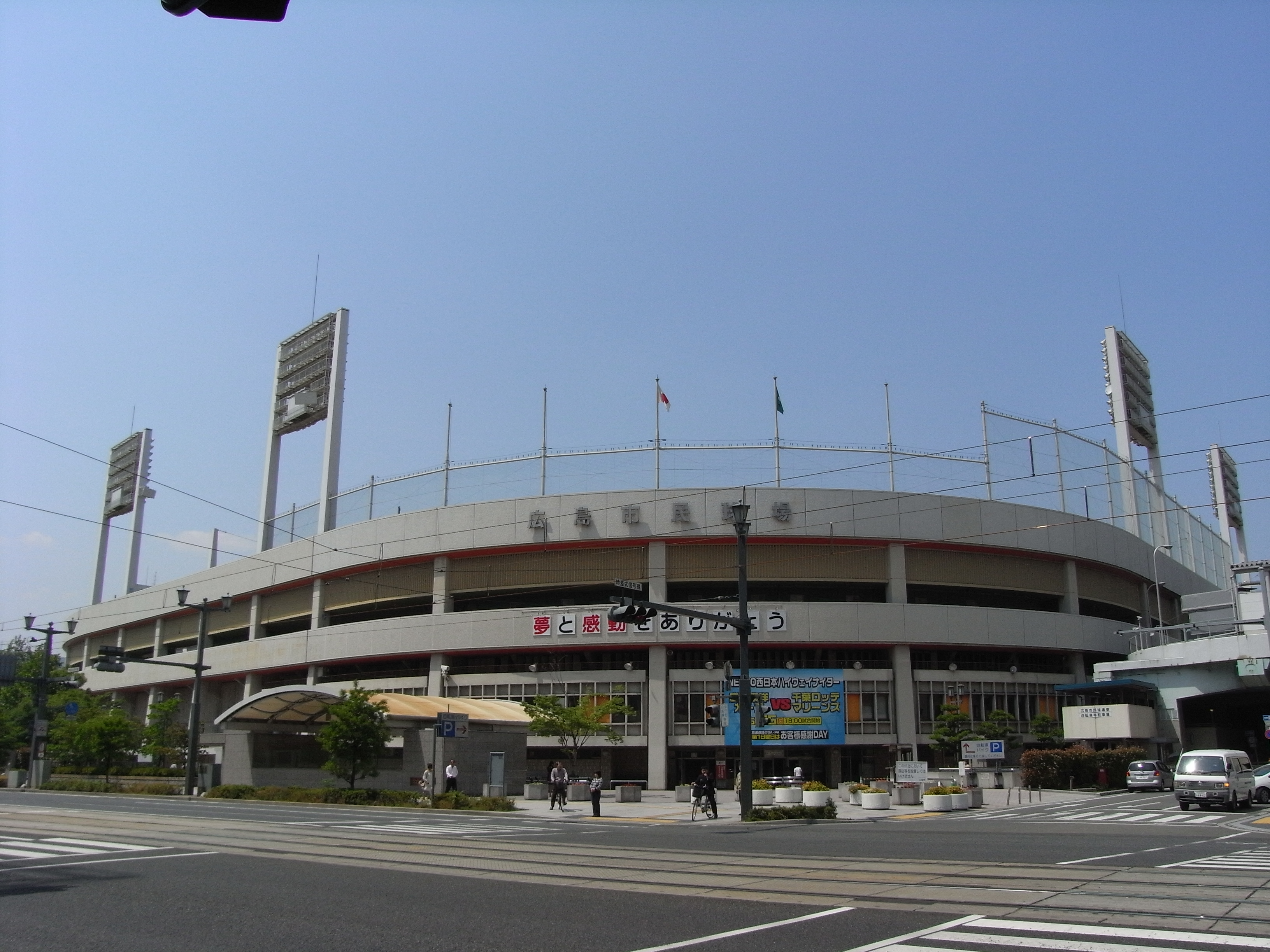
（初代）市民球場。1957年開場、2009年移転し現存せず。

1980年代後半から1990年代前半広島アジア大会招致とバブル景気が重なった時期に、広島では戦後建てられた施設の更新、宿泊施設や会場、祇園新道の整備とアストラムラインが整備された。基町では県立総合体育館・NTT中国支社から基町クレドに更新、リーガロイヤルホテル広島が建てられた。
近年、市都心部にありながらいくつか問題を抱えている。基町アパートは老朽化と住居者の高齢化が問題となっている。県庁舎・中国放送など1950年代に建てられたまま更新していないものが存在する（県庁は建て替え断念）。
また、広島は年々観光客増加傾向にあるが、原爆ドームや広島平和記念公園への来訪に比べて広島城址へは少ない傾向にある。そうした中で中央公園の再整備が決定され、2023年3月31日には旧広島市民球場跡地に「ひろしまゲートパーク」が整備された。さらに、2024年2月1日、芝生広場にサンフレッチェ広島の本拠地となるサッカースタジアム「エディオンピースウイング広島」が開業。同年には周辺に商業施設「HiroPa」も整備された。その他、広島商工会議所に関しても旧市営基町駐車場跡地に建設される超高層ビルへの移転が決定した。
|  |  |  |

## 主要施設
政治・行政
- 広島県庁舎
- 広島県警察本部
- 広島中央警察署
- 広島市水道局
- 国際連合訓練調査研究所（英語版）広島事務所

医療機関
- 広島市立広島市民病院

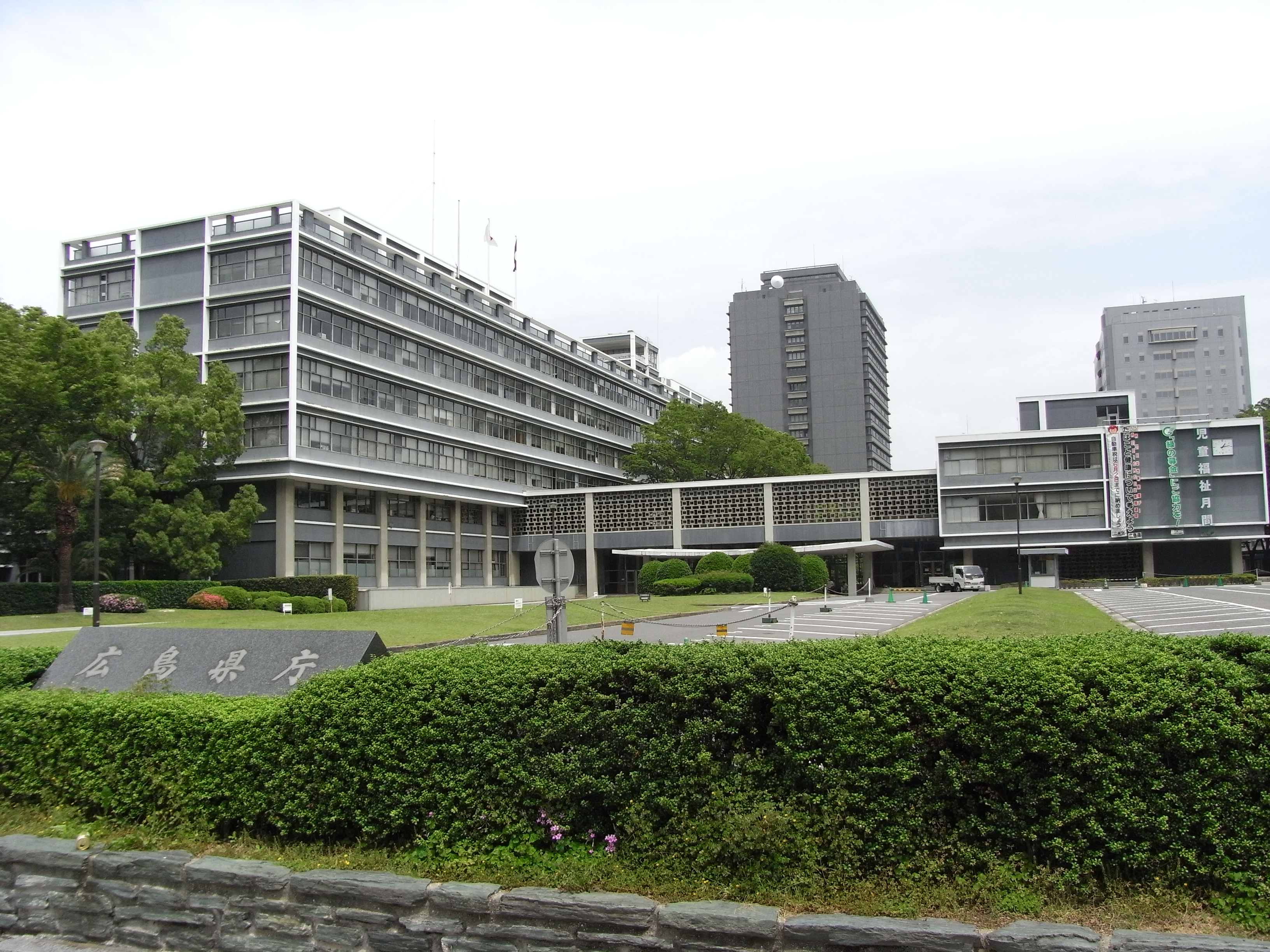
広島県庁舎 本庁舎
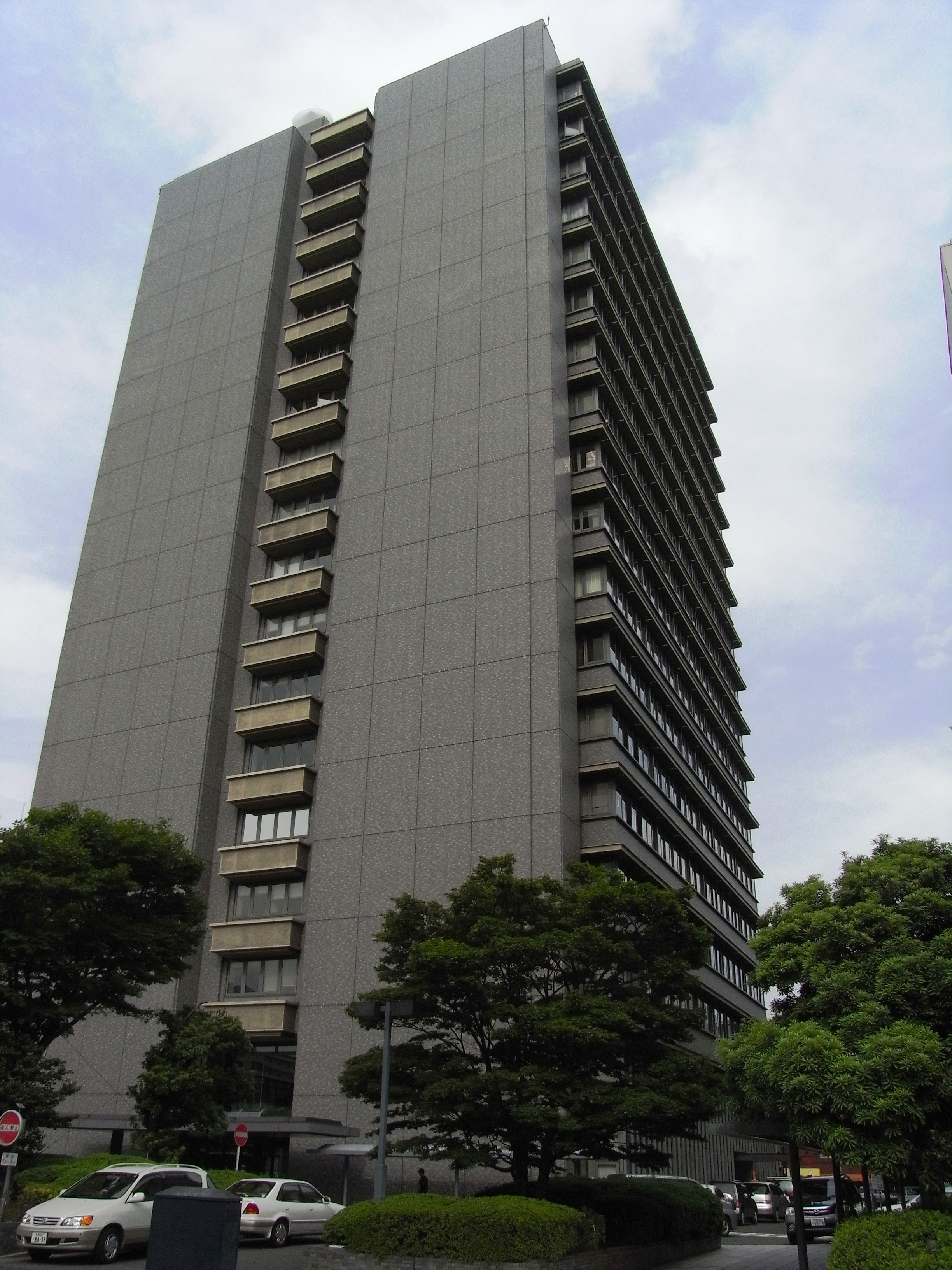
広島県庁舎東館 広島県警察本部
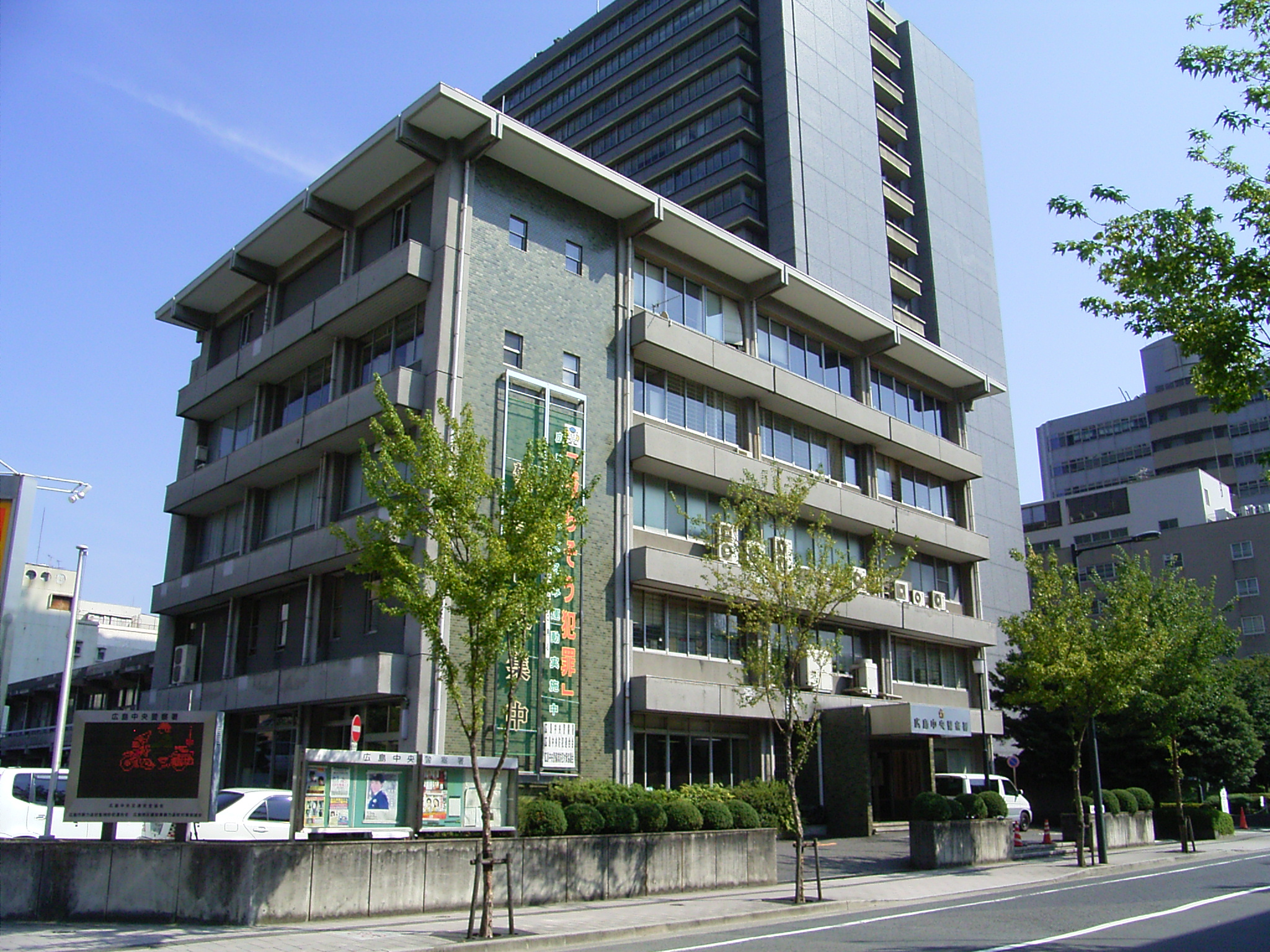
広島中央警察署
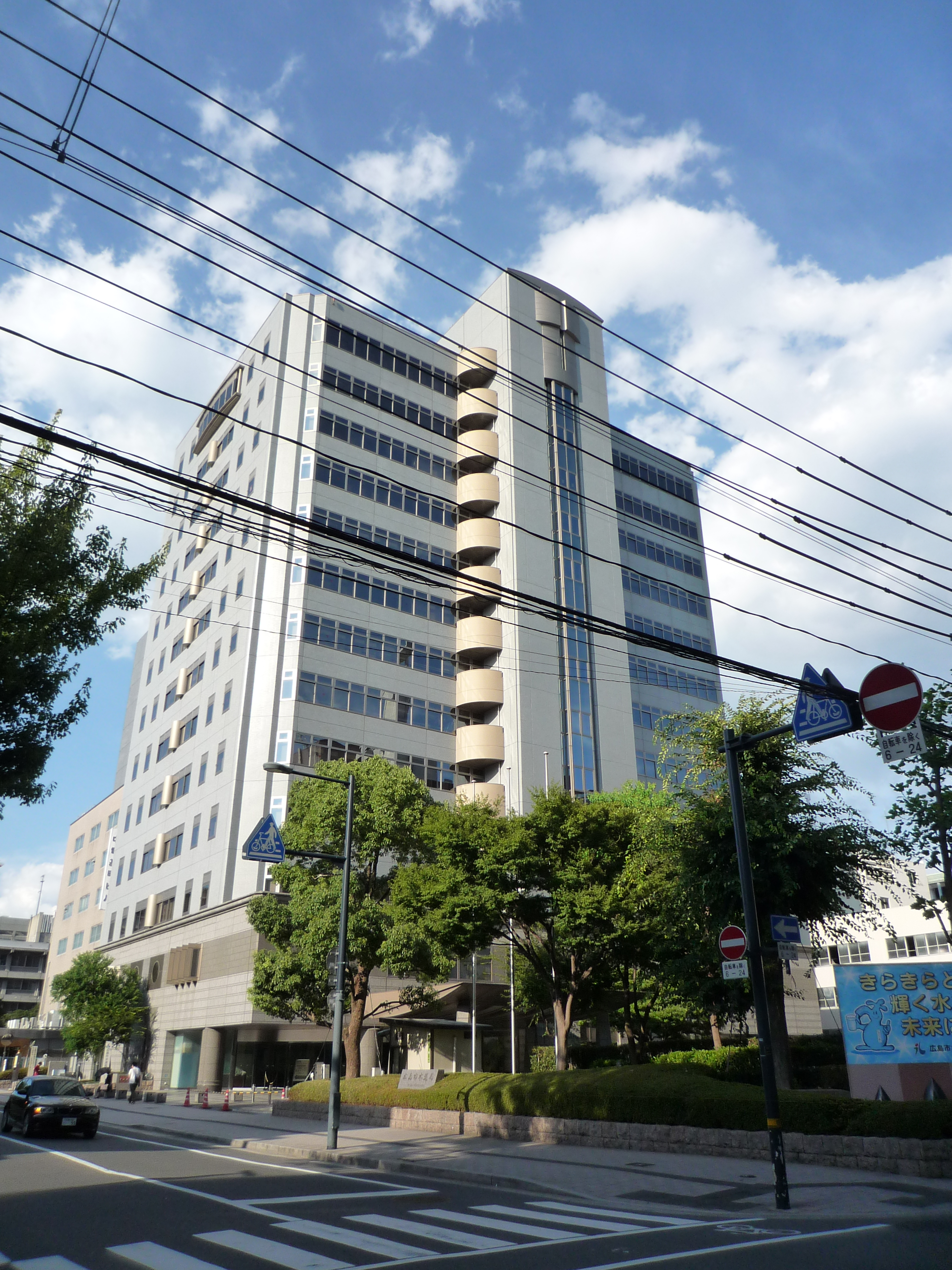
広島市水道局
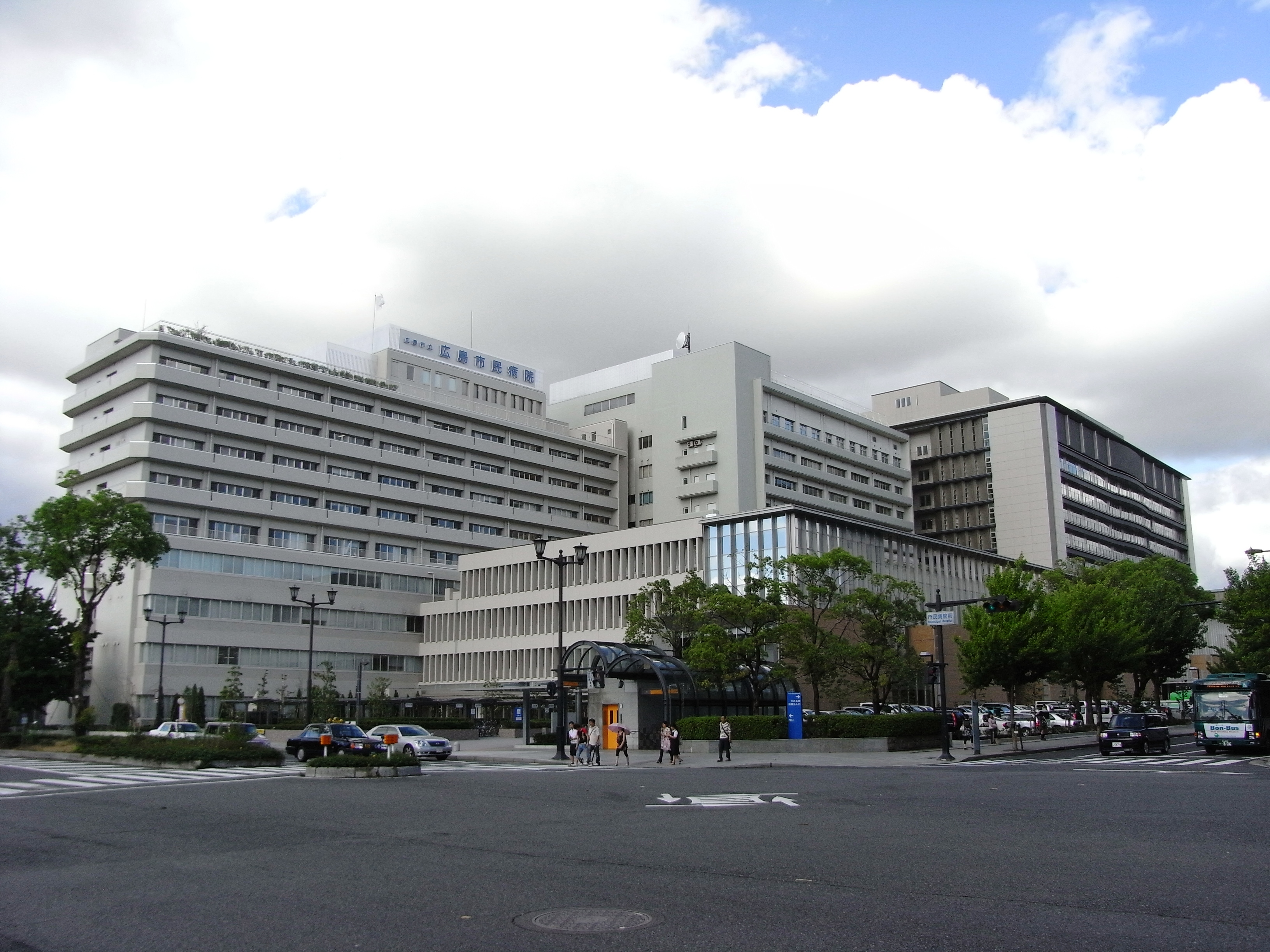
広島市立広島市民病院

商業施設
- 広島センタービル・基町クレド
  - そごう広島店
  - アクア広島センター街
  - パセーラ
- 紙屋町シャレオ
- 基町ショッピングセンター（基町高層アパート内）

報道機関
- 中国放送

郵便局
- 広島中郵便局・メルパルク広島

居住空間
- 市営基町高層アパート

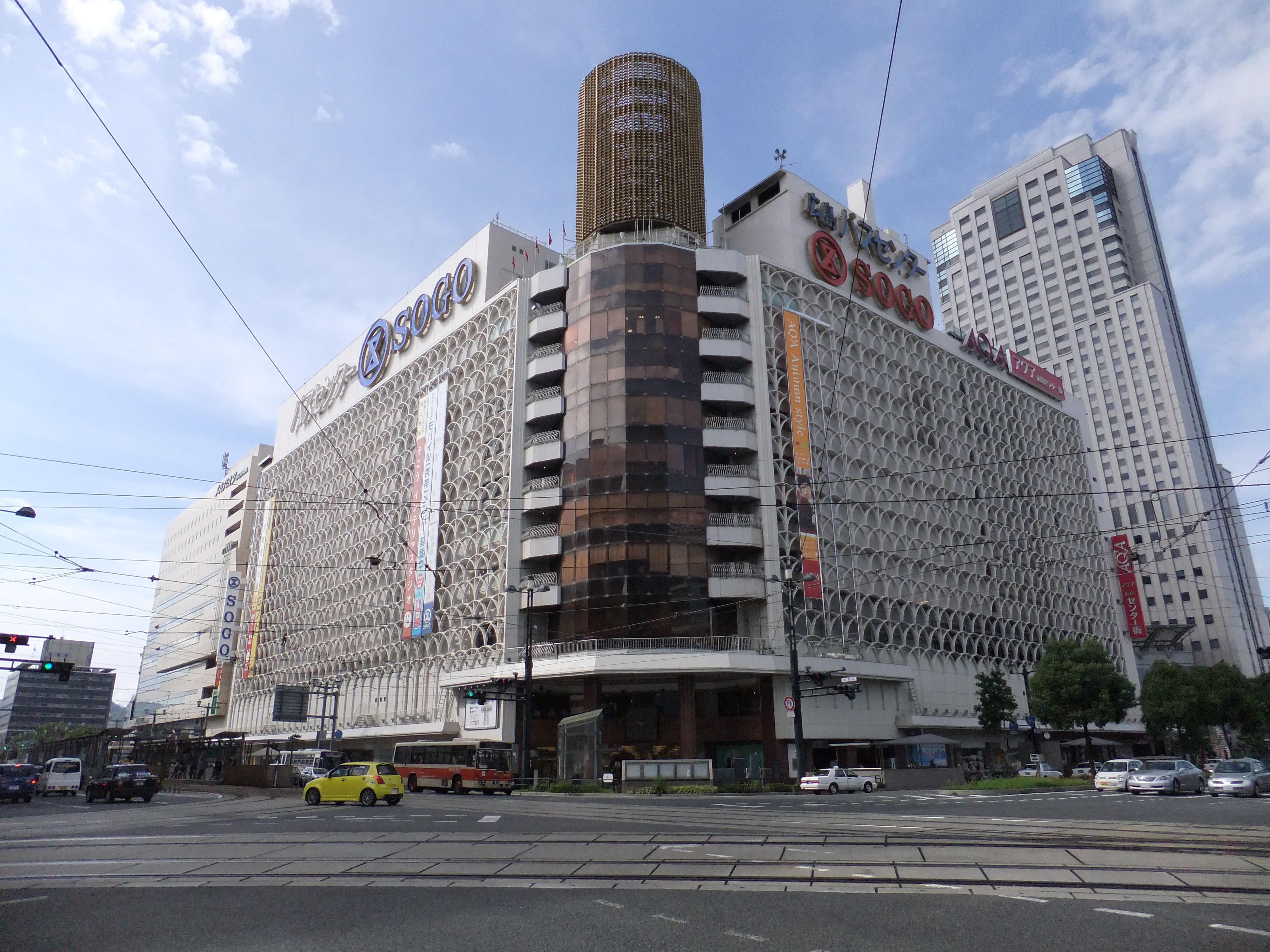
広島センタービル
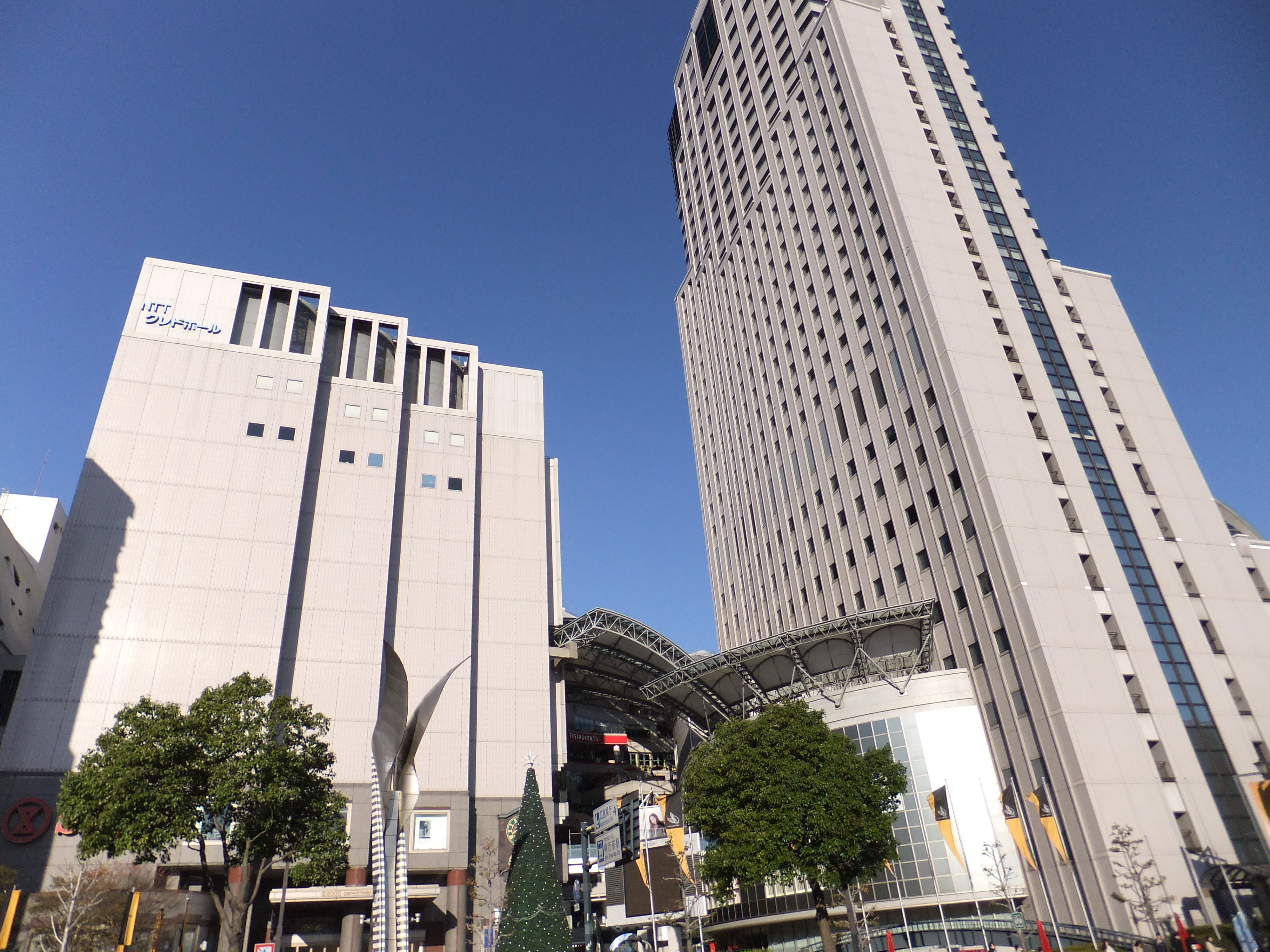
基町クレド
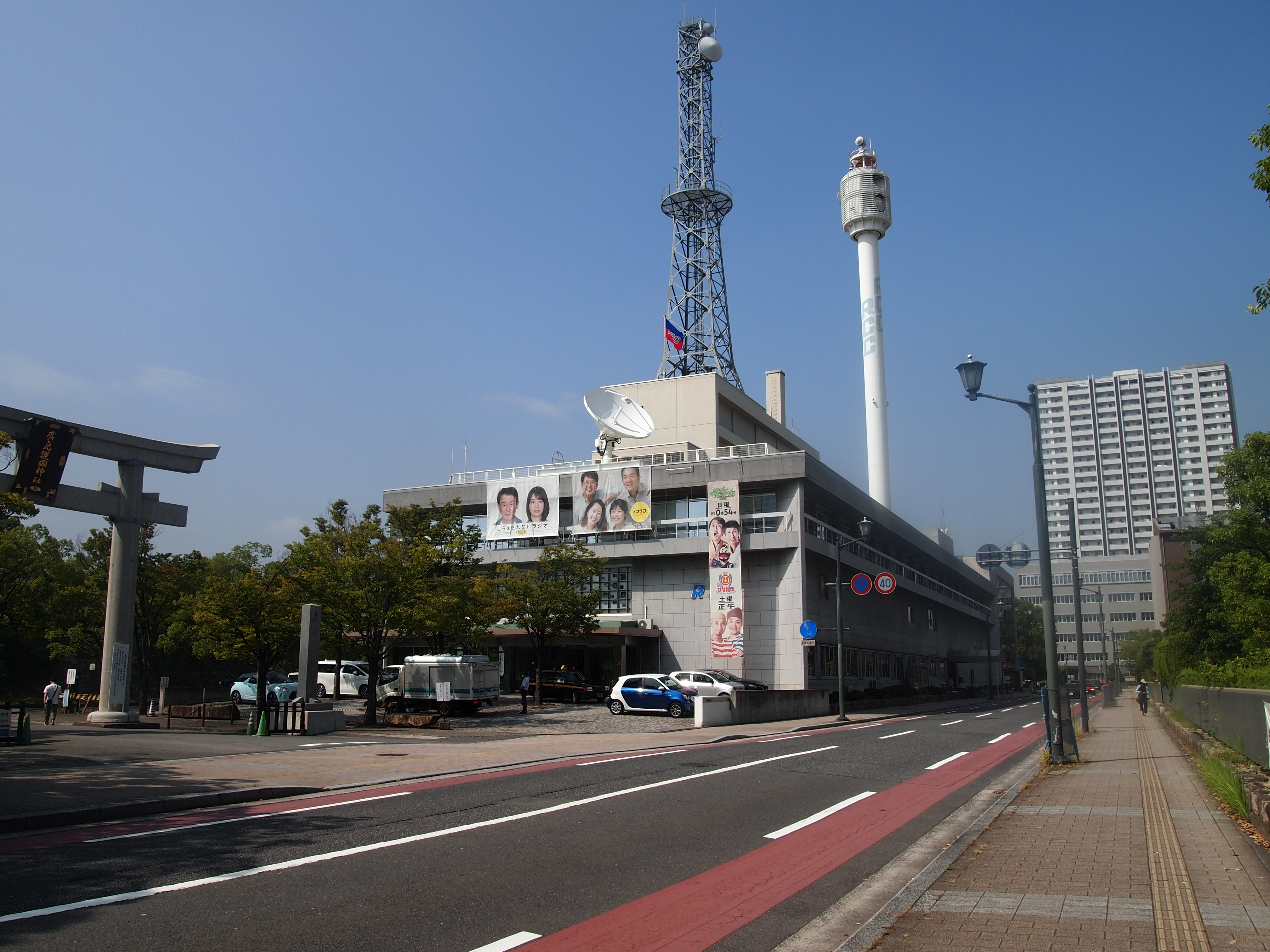
中国放送
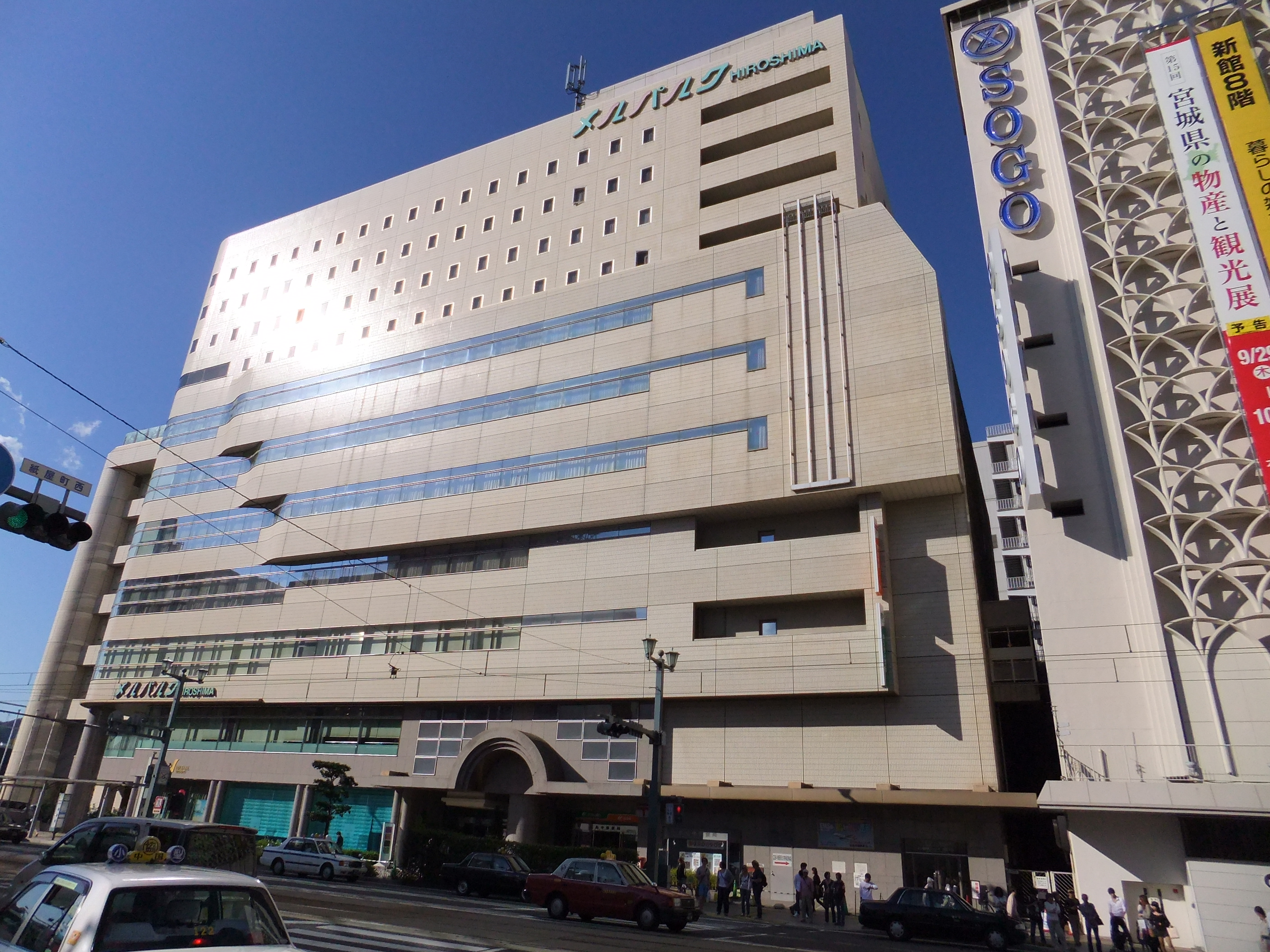
広島中郵便局・メルパルク広島
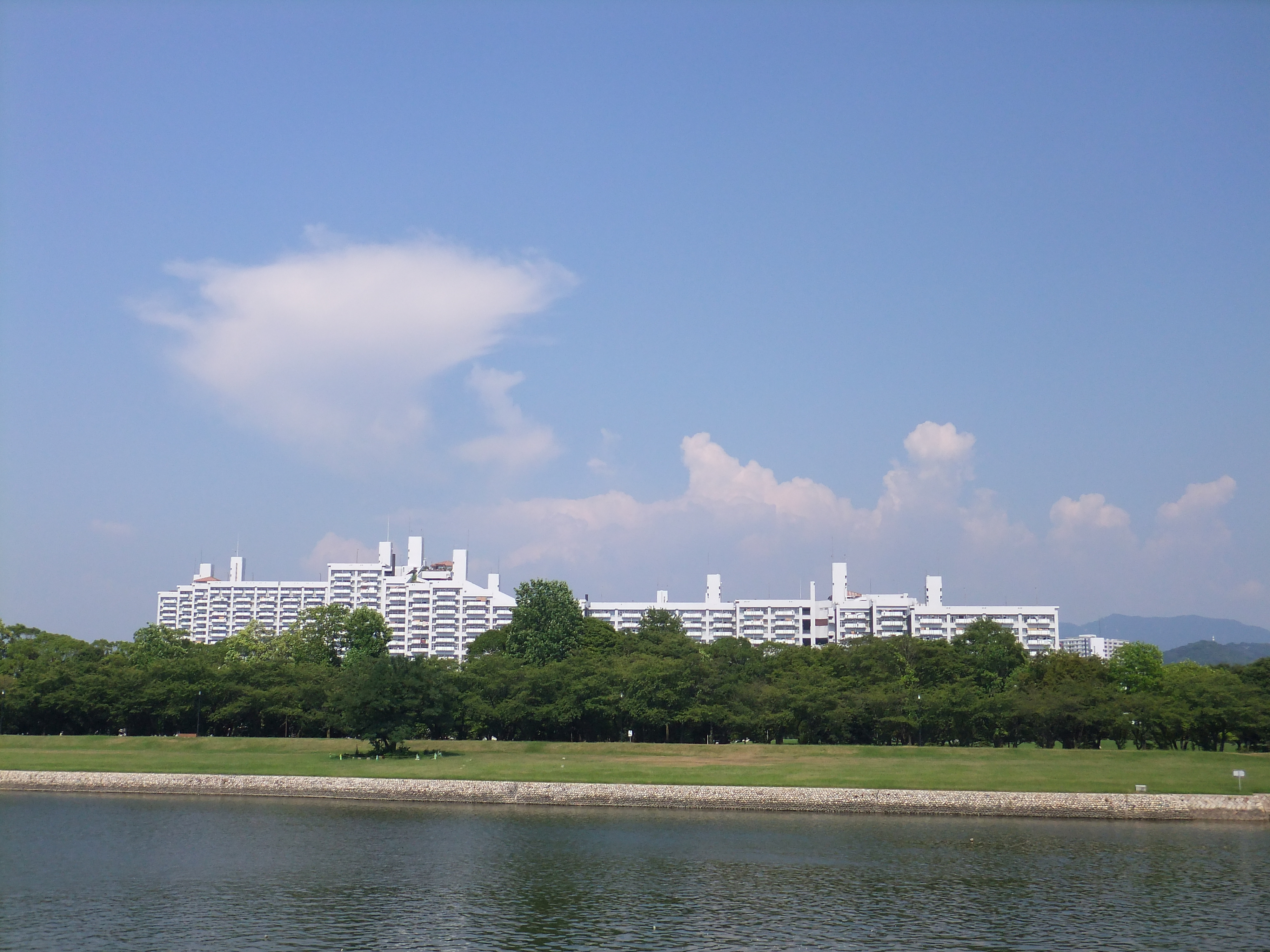
基町高層アパート
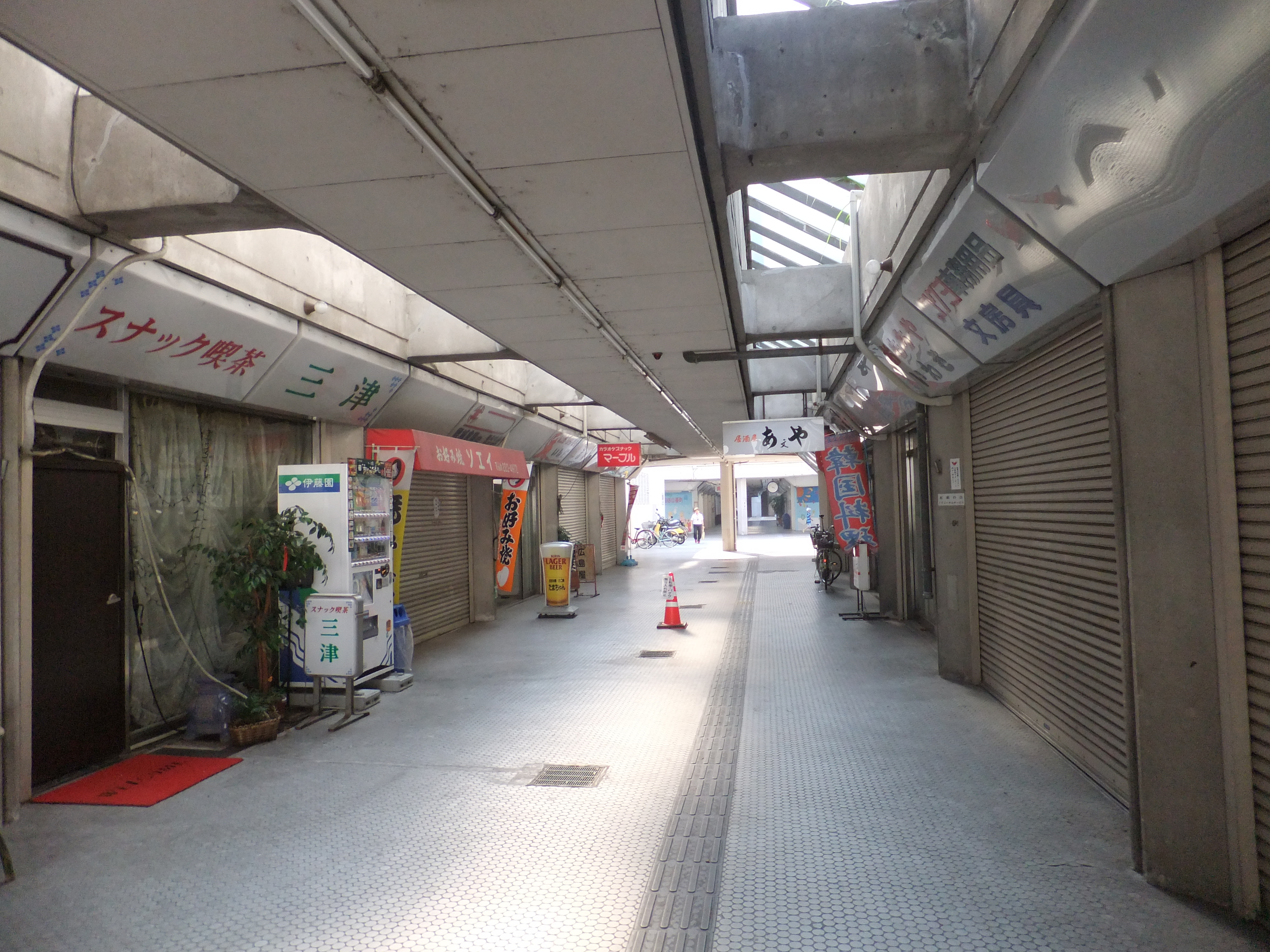
基町ショッピングセンター
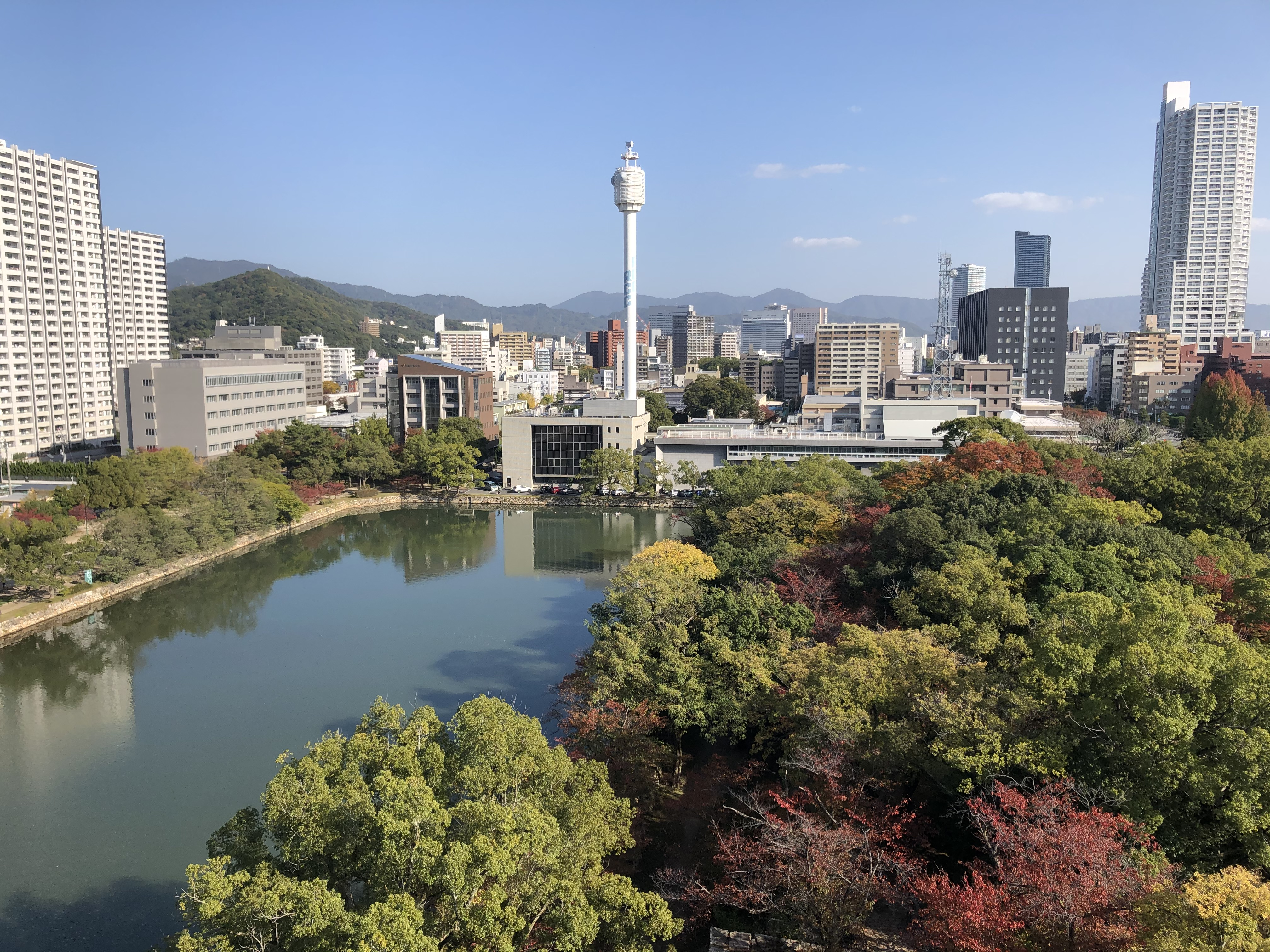
RCCフロンティア本社

都市公園
- 広島市中央公園
  - 広島県立総合体育館
  - ひろしま美術館
  - 広島市立中央図書館・広島市映像文化ライブラリー
  - 広島市青少年センター
  - 広島市こども文化科学館・広島市こども図書館
  - 中央公園ファミリープール
  - 広島市中央庭球場
  - 広島市中央バレーボール場
  - 広島大本営跡
  - 昭憲皇太后御座所跡
  - 渝華園
  - ひろしまゲートパーク（旧広島市民球場跡地）
  - 勝鯉の森
  - エディオンピースウイング広島・ひろしまスタジアムパーク

なお、広島市公園条例第6条の3では、中央公園のうち広島城及びその周辺の区域を中央公園「広島城区域」として定めている（一般には「広島城公園」「広島城址公園」と呼ばれている）。また広島城内に広島護国神社の敷地があるが、同神社の敷地については1956年（昭和31年）に公園区域からは除外されている。

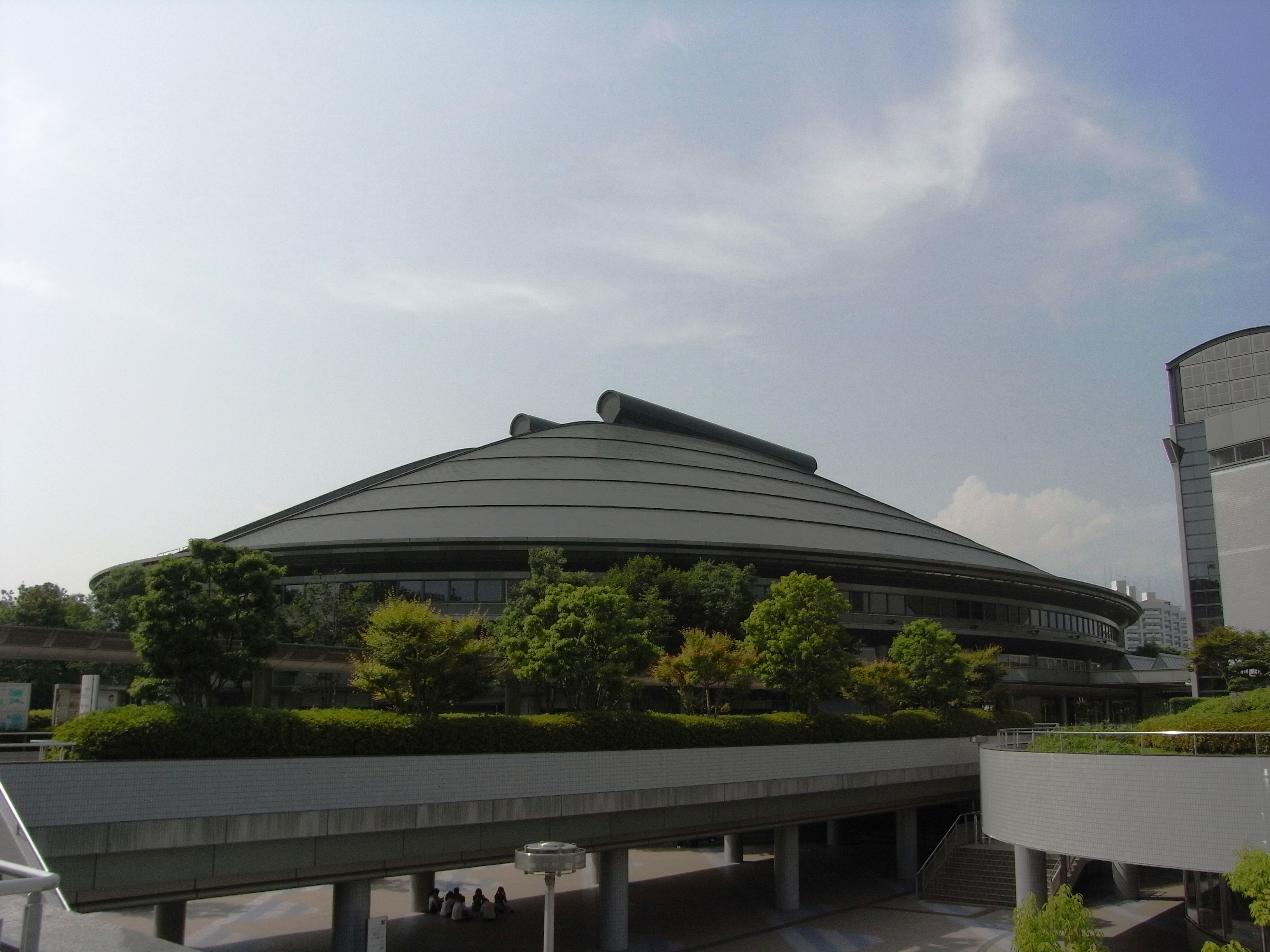
広島県立総合体育館
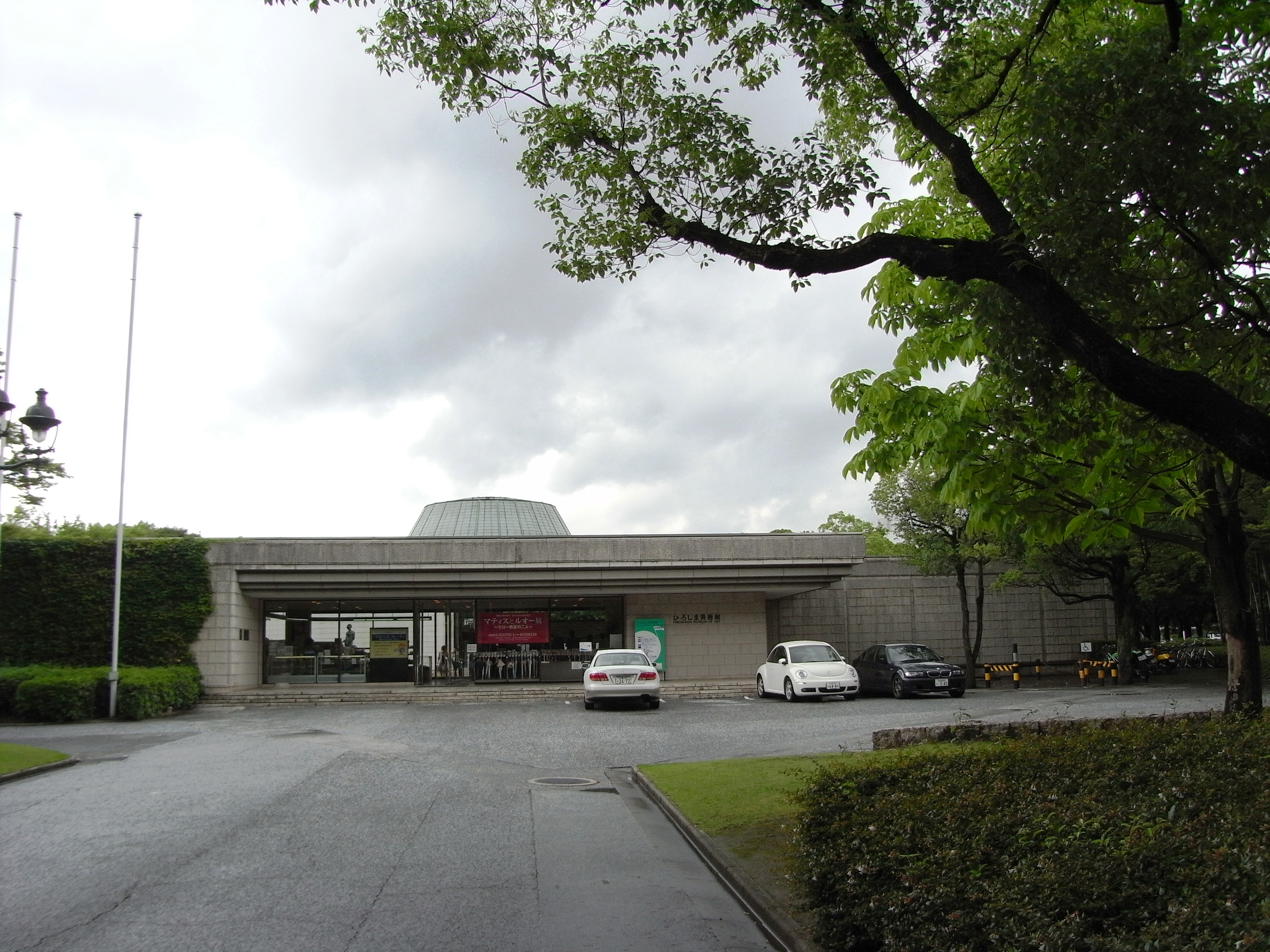
ひろしま美術館
広島市立中央図書館・広島市映像文化ライブラリー
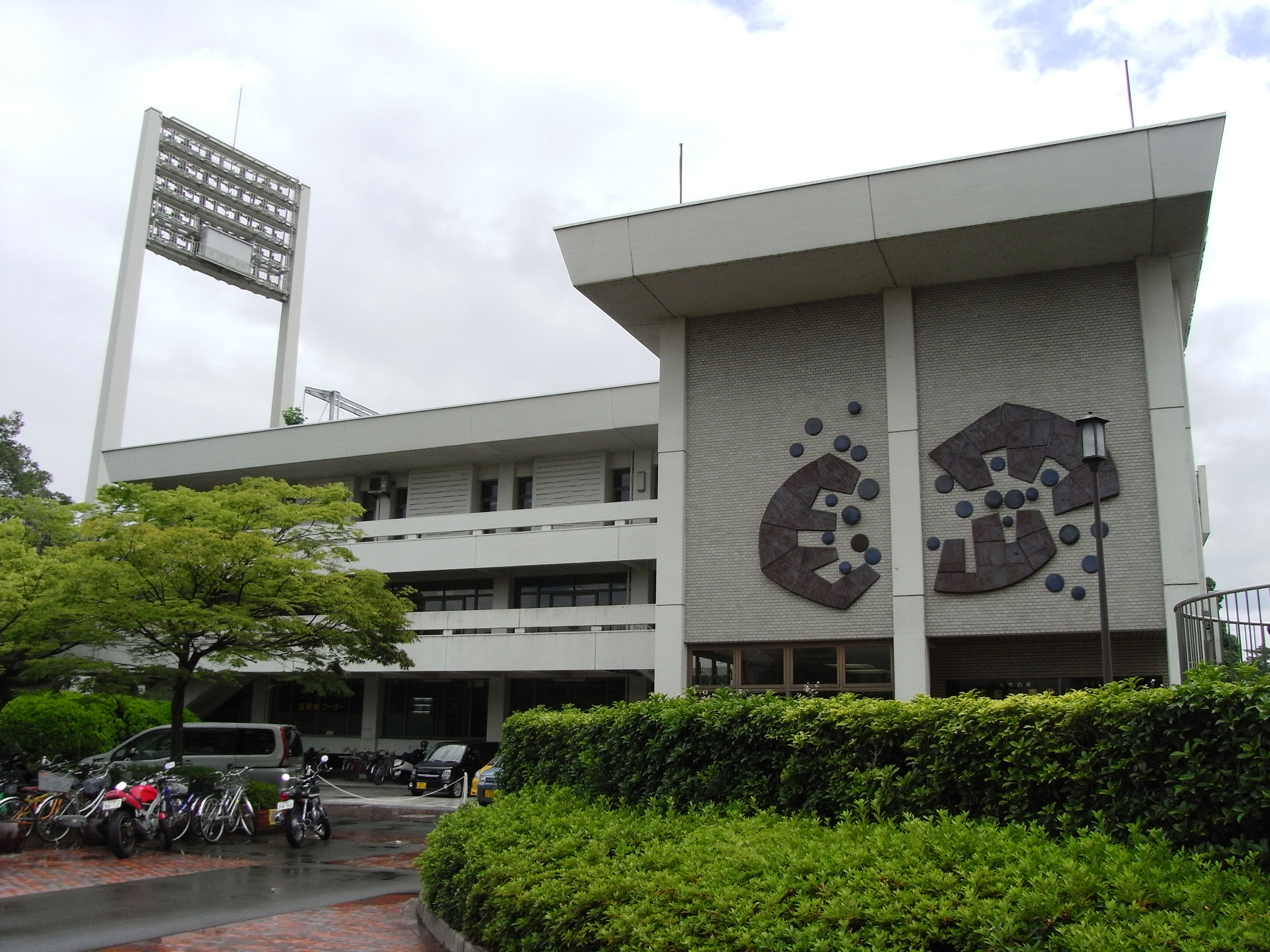
広島市青少年センター
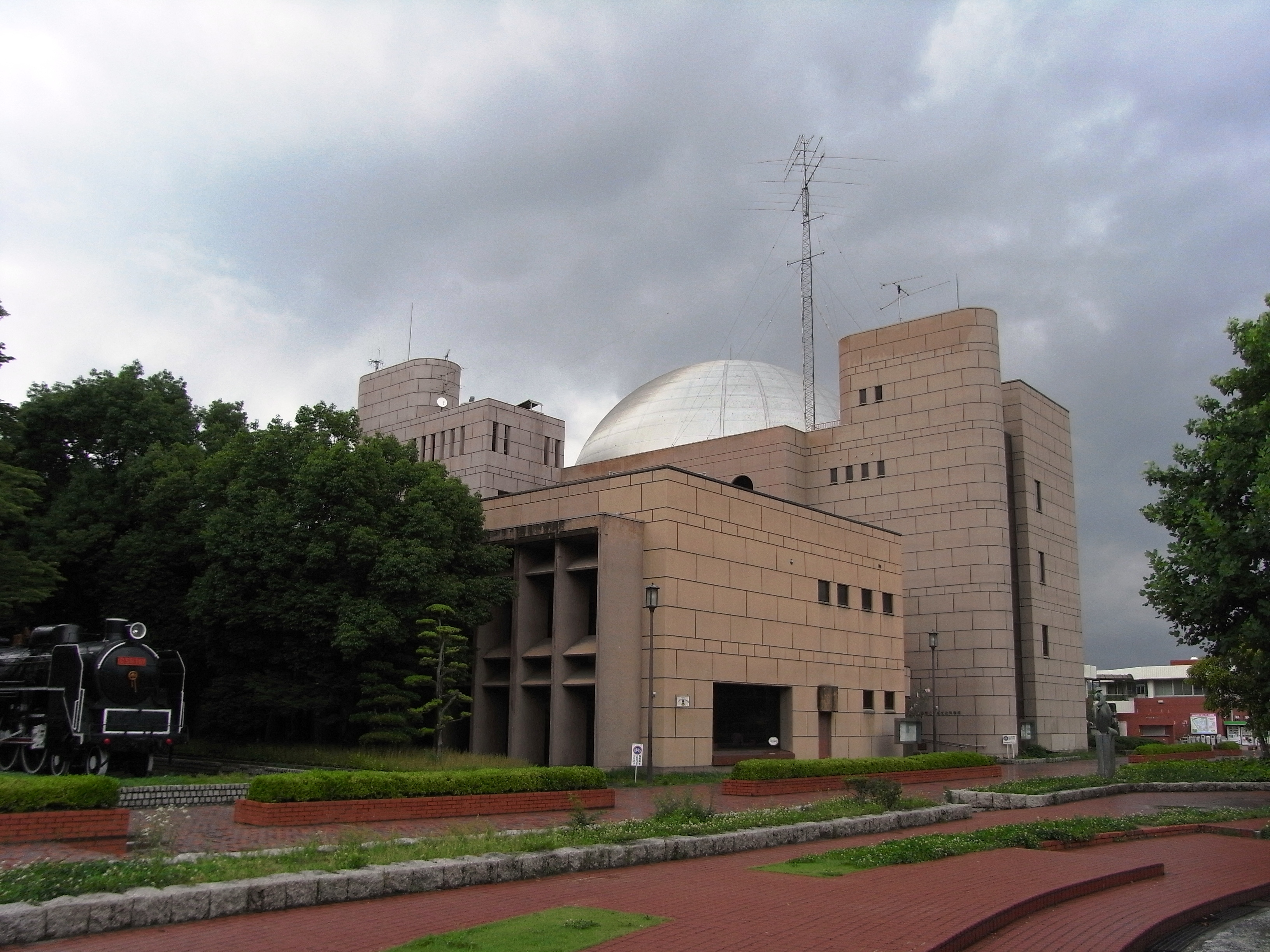
広島市こども文化科学館・広島市こども図書館
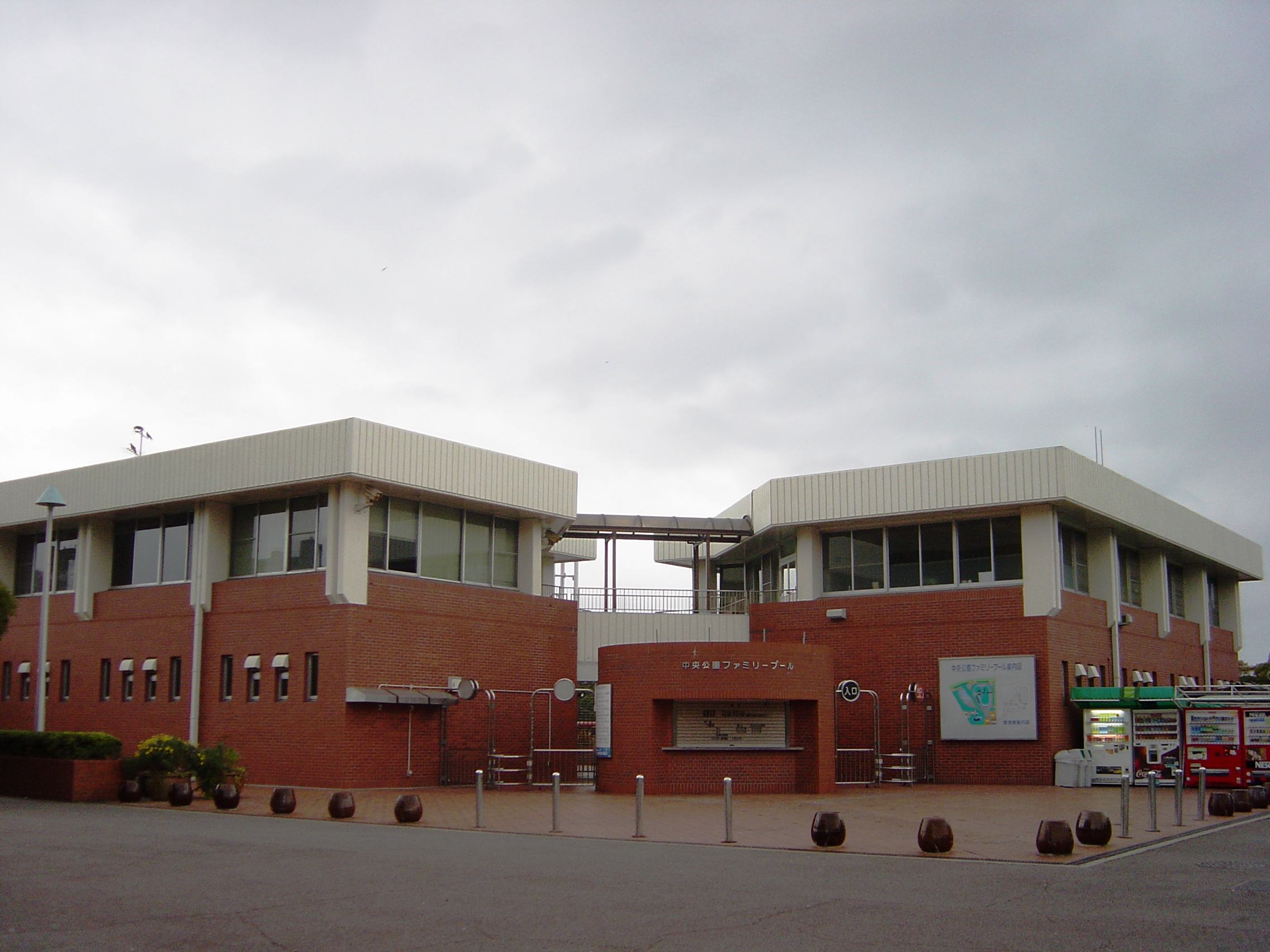
中央公園ファミリープール
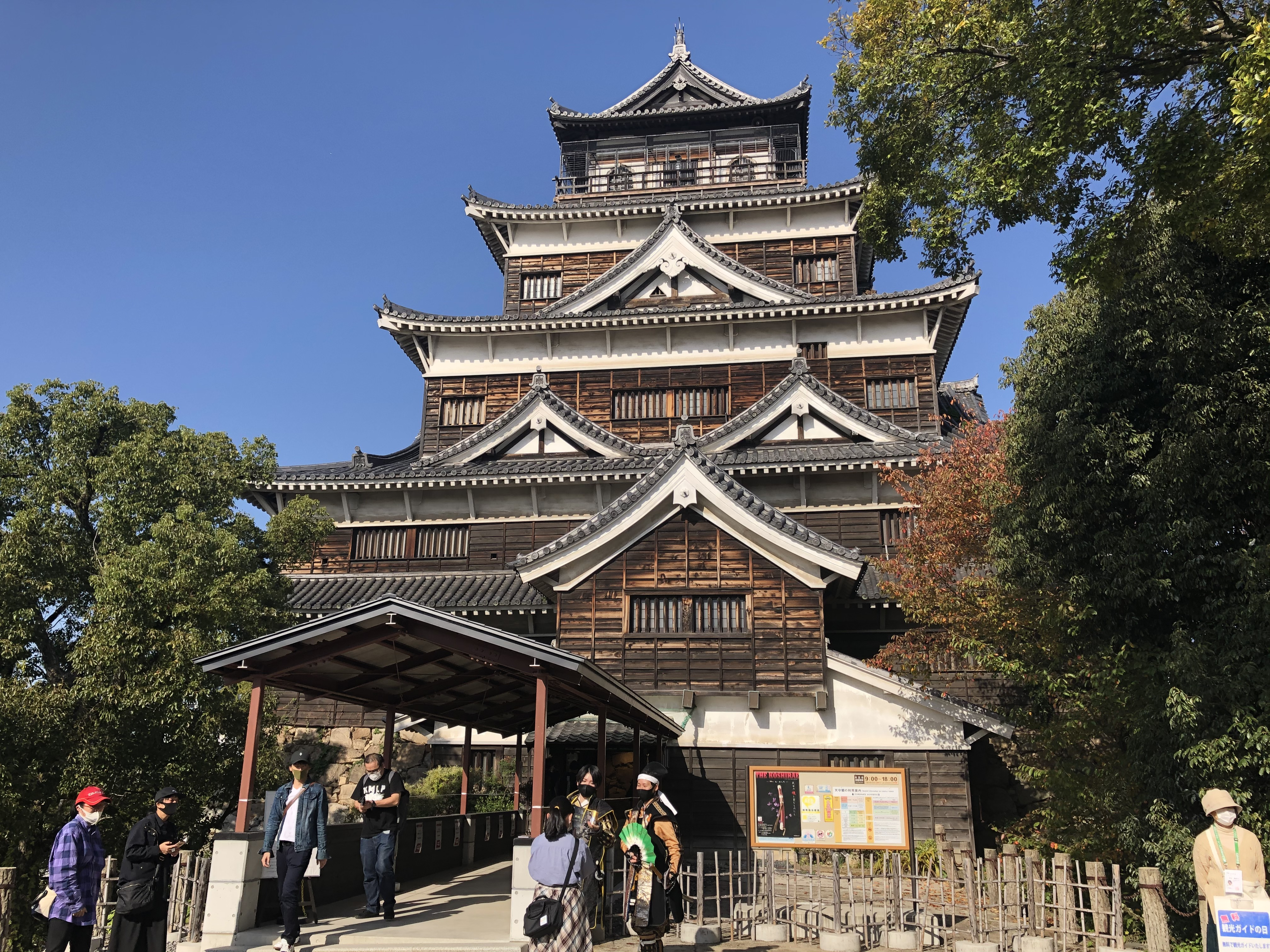
広島城
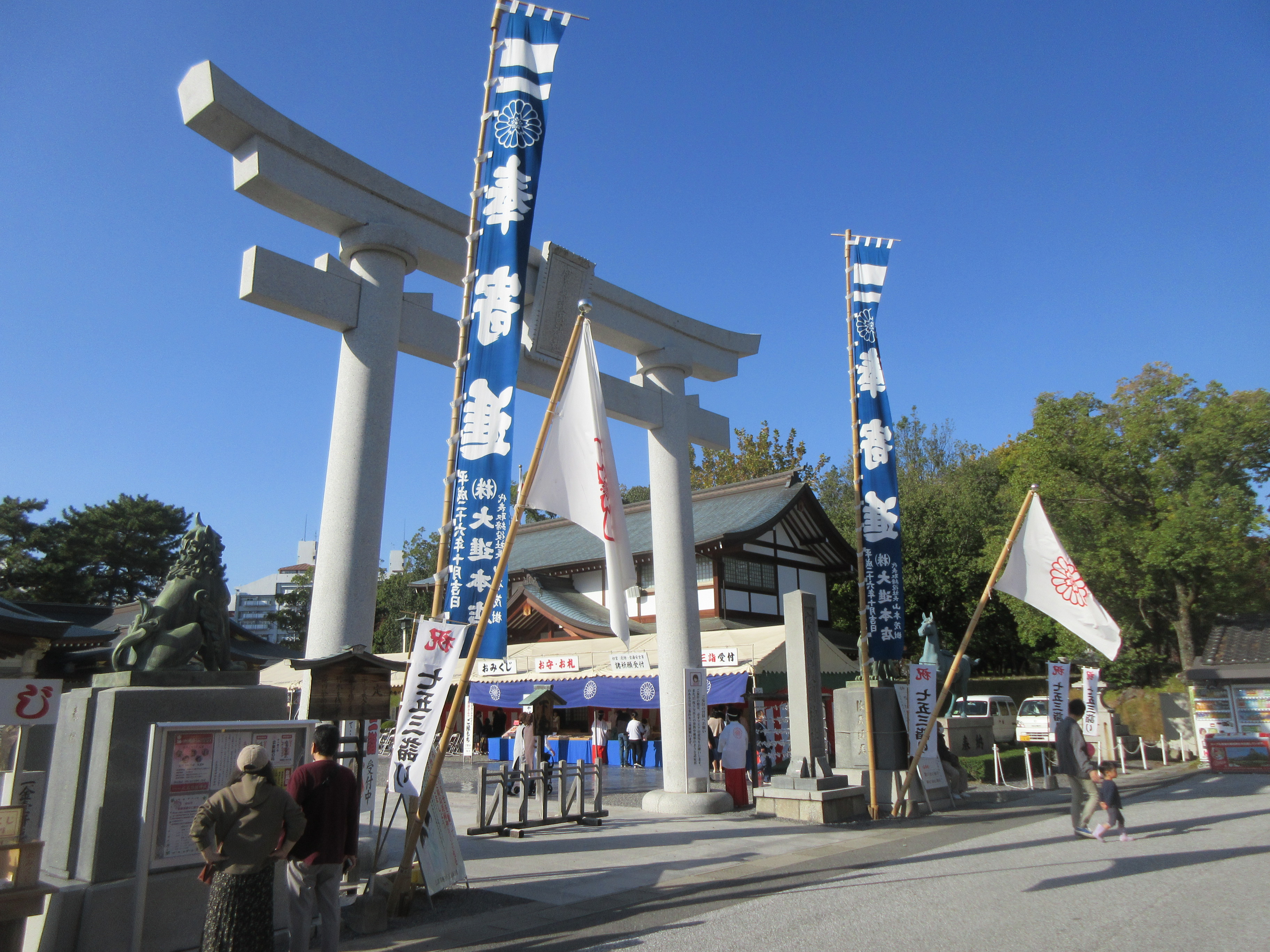
広島護国神社
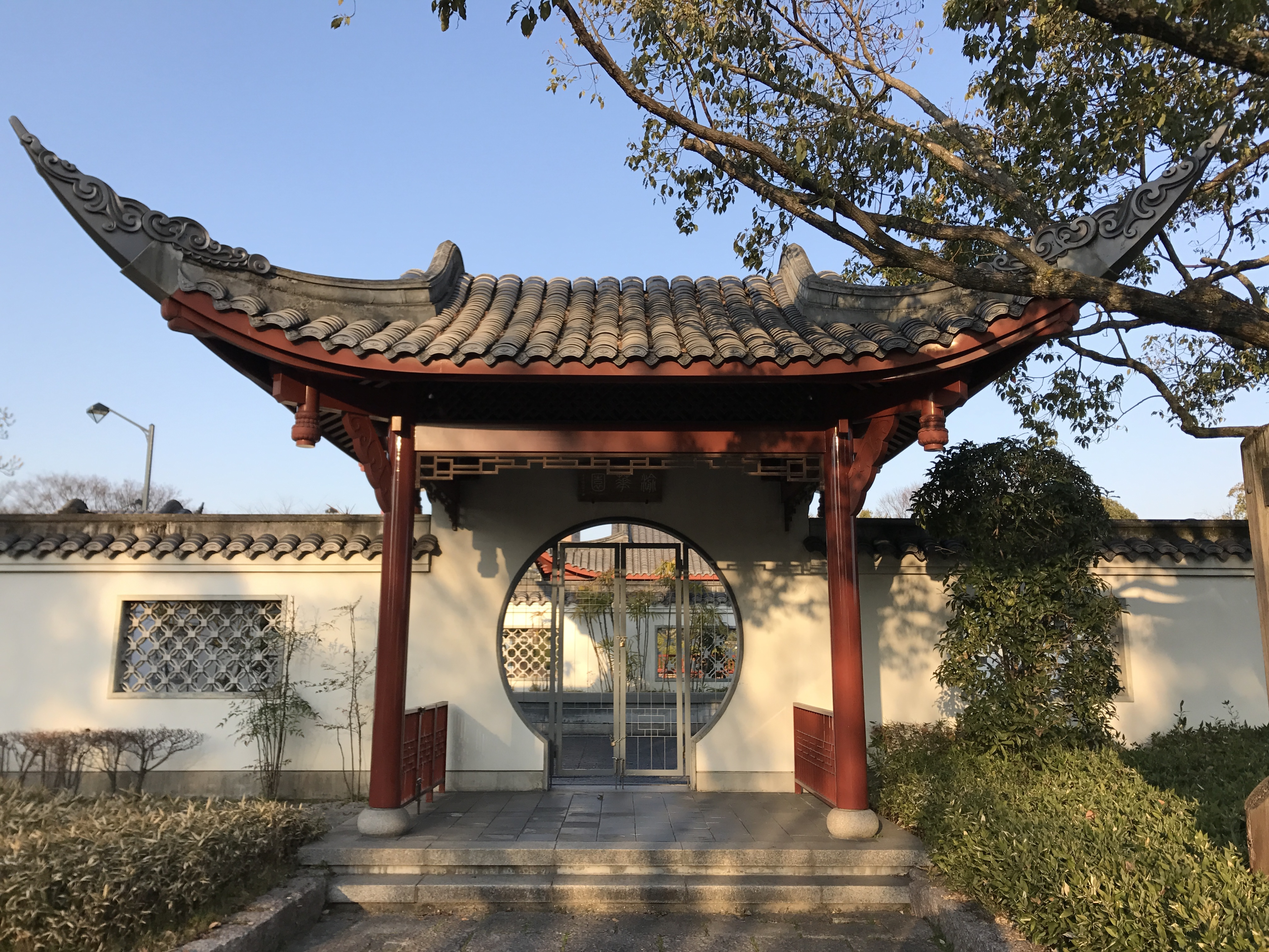
渝華園
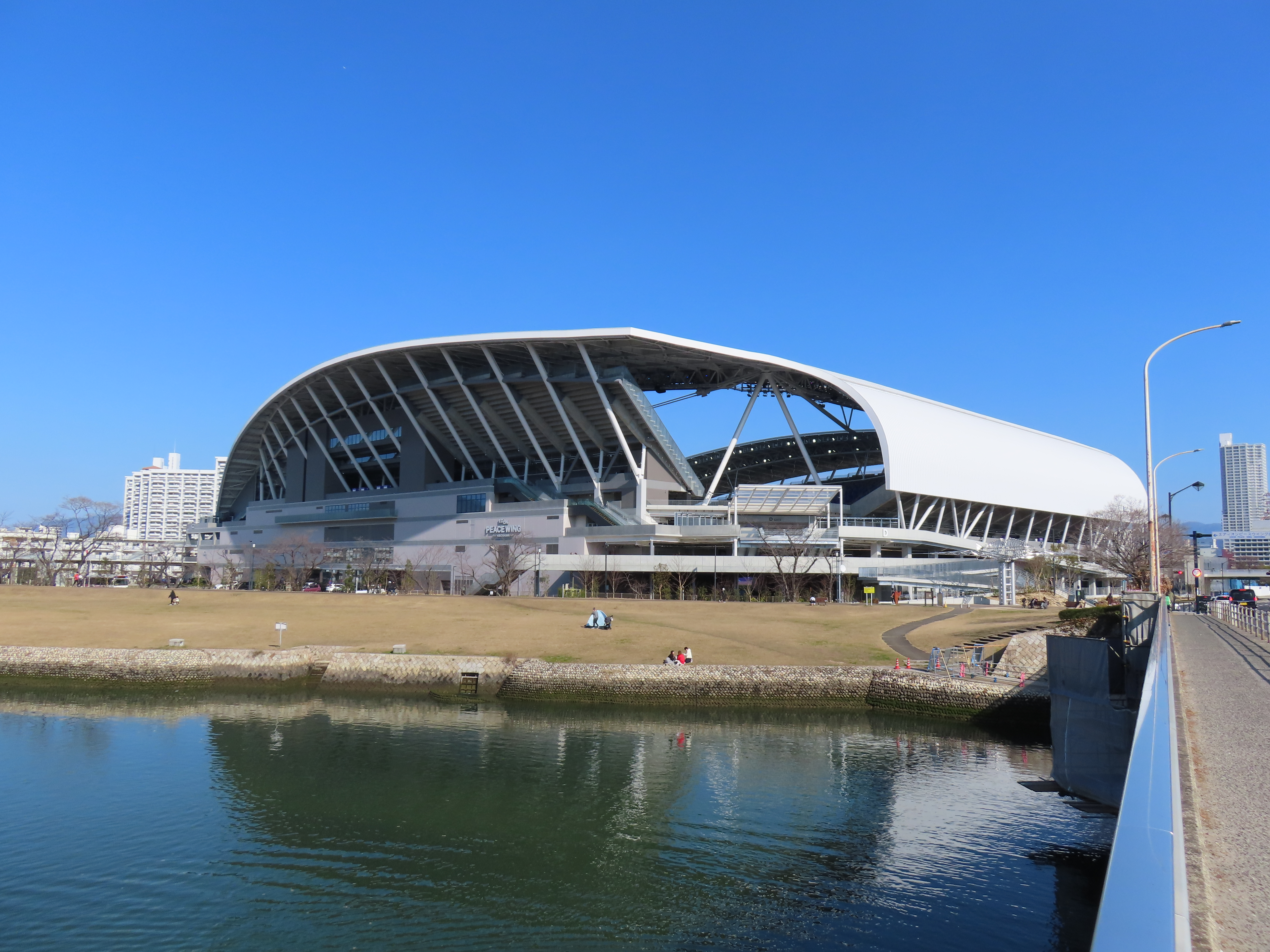
エディオンピースウイング広島

教育機関
- 保育園 - 広島市立基町保育園
- 幼稚園 - 広島市立基町幼稚園
- 小学校 - 広島市立基町小学校
- 中学校 - なし（広島市立幟町中学校に通うこととなる）
- 高等学校 - なし（広島市立基町高等学校は現住所では西白島町。かつて基町高校の敷地は基町内であった。）
- 大学 - なし（かつて広島国際学院大学立町キャンパスがあったが袋町へ移転。）

市営基町高層アパートの建設に合わせて、基町保育園・幼稚園・小学校は設置され、3施設は隣接している。
その他
- 日本銀行広島支店
- 広島商工会議所

## 旧跡・文化財
文化財指定
- 広島城跡 - 本丸・二の丸が国史跡、旧城郭全域つまり基町全域が県史跡
  - 外郭櫓跡 - 空鞘橋付近にある捨石遺構。
  - 周辺の地下道では旧石垣を用いたモニュメントが設置されている。
  - （広島大本営跡 - 旧法による史跡で現法では外されている）

市認定被爆遺構
- 中国軍管区司令部跡
- 被爆樹木 - 2019年時点で8本生息している。

その他
- 広島臨時帝国議会議事堂跡碑
- 加藤友三郎銅像
- 池田勇人銅像
- 灘尾弘吉銅像
- 旧護国神社鳥居
- 歩兵第11連隊跡
- 広島陸軍幼年学校跡
- 平和観世音菩薩像

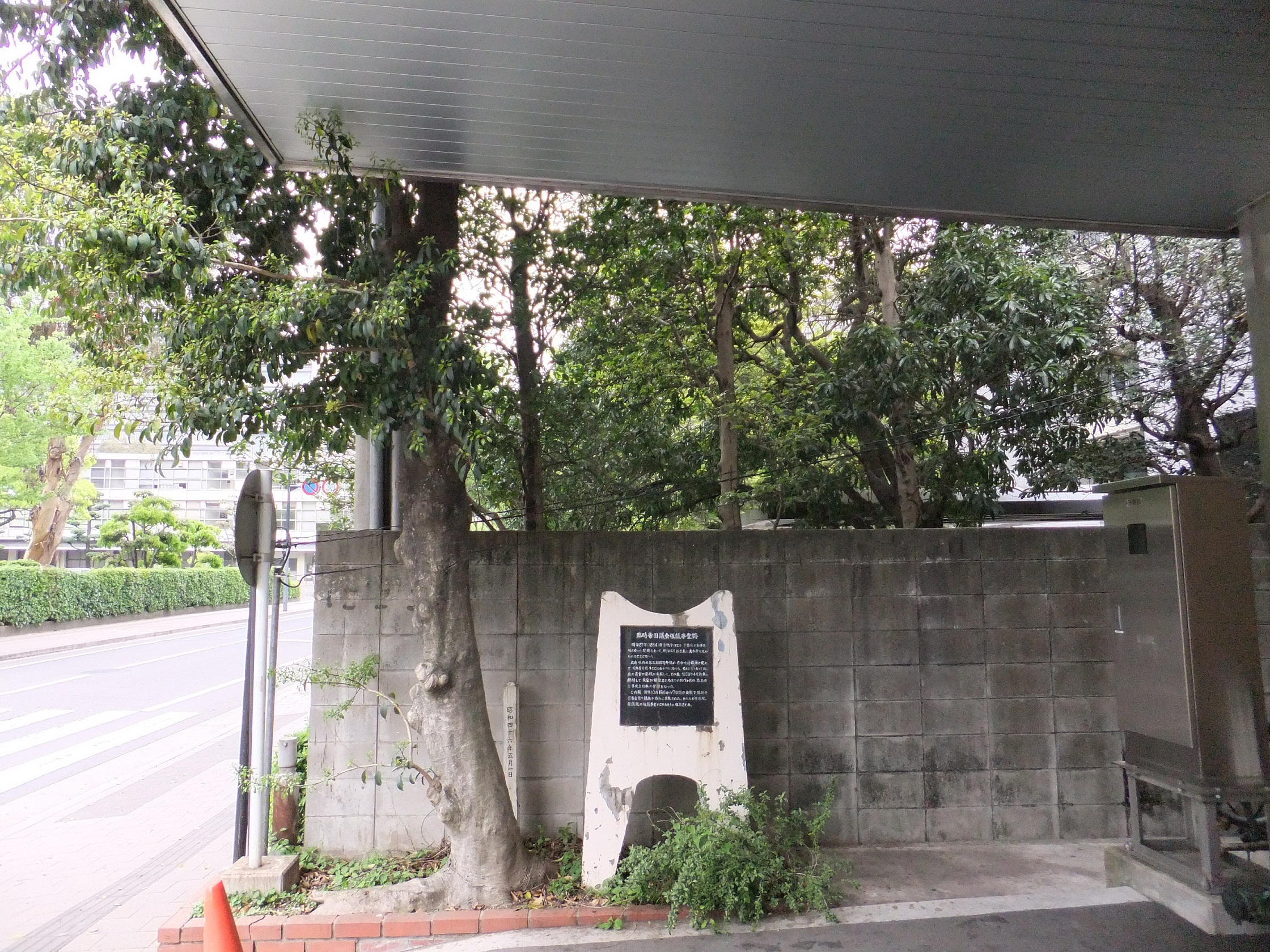
広島臨時帝国議会議事堂跡碑
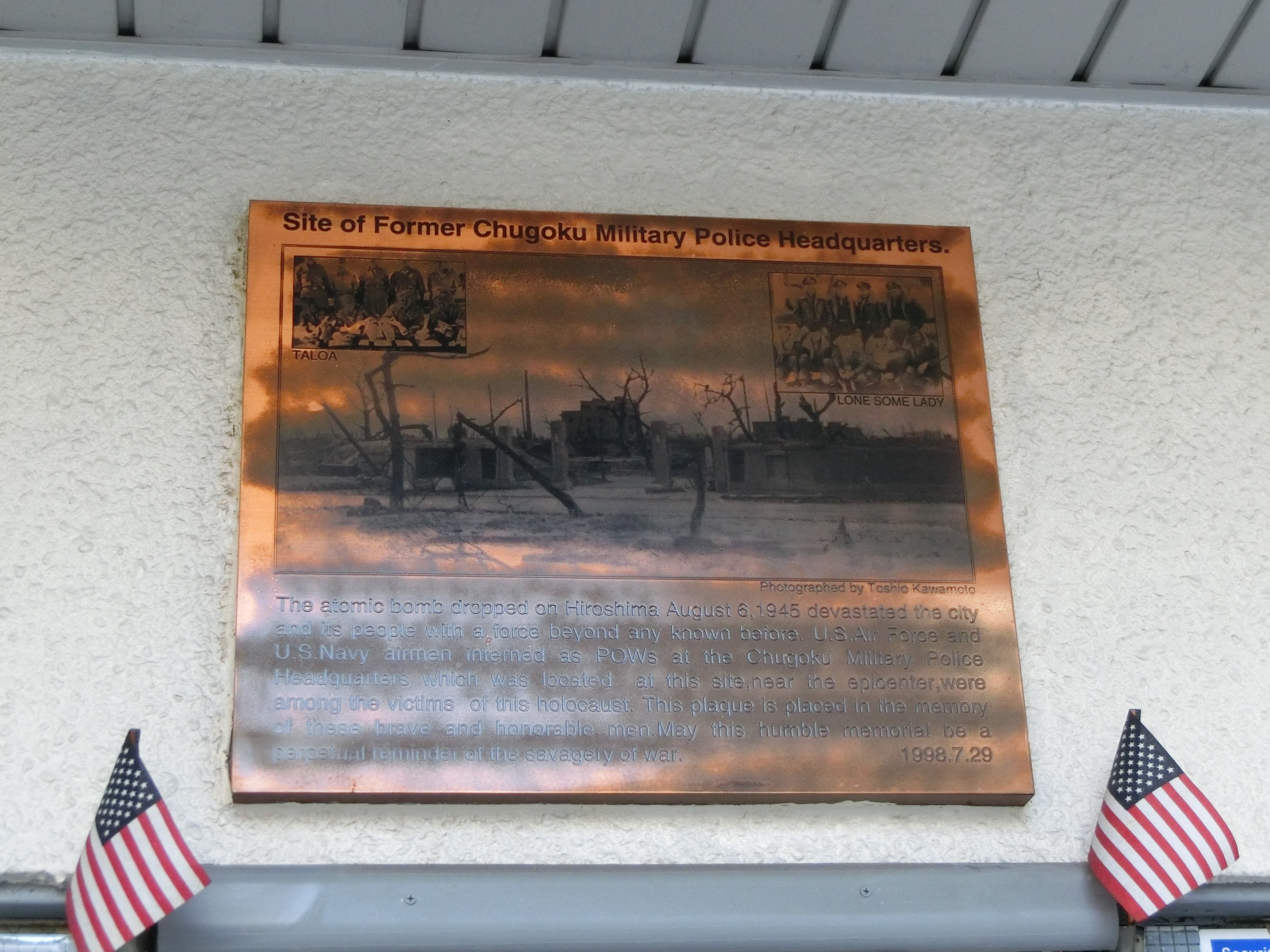
原爆犠牲米軍人慰霊銘板（広島原爆で被爆したアメリカ人参照）

## 交通
- 軌道
  - 広島電鉄
  - 広島高速交通広島新交通1号線
- バス
  - 広島バスセンターを中心として、多数のバス路線が存在する紙屋町・八丁堀のバス停も参照
- 航路
  - 河川では雁木タクシー
  - 城の堀では和船遊覧船
  - かつては河川で広島リバークルーズも運行していた。

## 主な著名人
ゆかりのある武士・軍人が多数いるためここでは省く
- 山口良一（タレント、俳優）

## 参考資料
- 基町 姿を変える広島開基の地 - 広島平和記念資料館企画
- 小谷俊哉「広島市都市形成発祥の地における空間構造の変遷に関する研究」『土木史研究』第16巻、土木学会、1996年、327-334頁、doi:10.2208/journalhs1990.16.327、ISSN 0916-7293、2020年5月16日閲覧。
- 広島市『広島原爆戦災誌 第2篇』（PDF）（改良版）、2005年（原著1971年）。2020年5月16日閲覧。
- “ひろしま都心活性化プラン” (PDF).   広島県 , 広島市 (2017年3月). 2020年5月16日閲覧。
- “中央公園の今後の活用に係る基本方針” (PDF).   広島市 (2020年3月). 2020年5月16日閲覧。